# Lista de asteroides (371001-372000)
Esta é uma lista parcial de asteroides, do asteroide número 371001 até o 372000, inclusive. Veja também o índice com todas as listas disponíveis.

| Objeto Próximos à Terra | Cinturão de asteroides (interno) | Cinturão de asteroides (externo) | Centauro       |
| Cruzador de Marte       | Cinturão de asteroides (meio)    | Troianos de Júpiter              | Transnetuniano |

Veja mais dados de cada asteroide na ligação externa para o Minor Planet Center na última coluna.
Índice: 371001... 371101... 371201... 371301... 371401... 371501... 371601... 371701... 371801... 371901... 

## 371001–371100
| Designação | Designação | Descoberta  | Descoberta    | Descobridor(es)     | Categoria | Mais informações / Referência |
| Permanente | Provisória | Data        | Local         | Descobridor(es)     | Categoria | Mais informações / Referência |
| ---------- | ---------- | ----------- | ------------- | ------------------- | --------- | ----------------------------- |
| 371001     | 2005 TZ90  | 30 ago 2005 | Kitt Peak     | Spacewatch          | —         | MPC                           |
| 371002     | 2005 TH107 | 4 out 2005  | Mount Lemmon  | Mount Lemmon Survey | —         | MPC                           |
| 371003     | 2005 TB109 | 7 out 2005  | Kitt Peak     | Spacewatch          | —         | MPC                           |
| 371004     | 2005 TL114 | 7 out 2005  | Kitt Peak     | Spacewatch          | —         | MPC                           |
| 371005     | 2005 TC138 | 7 out 2005  | Catalina      | CSS                 | —         | MPC                           |
| 371006     | 2005 TV154 | 29 set 2005 | Kitt Peak     | Spacewatch          | —         | MPC                           |
| 371007     | 2005 TM160 | 9 out 2005  | Kitt Peak     | Spacewatch          | —         | MPC                           |
| 371008     | 2005 TY165 | 9 out 2005  | Kitt Peak     | Spacewatch          | —         | MPC                           |
| 371009     | 2005 TC172 | 10 out 2005 | Kitt Peak     | Spacewatch          | —         | MPC                           |
| 371010     | 2005 TE178 | 1 out 2005  | Kitt Peak     | Spacewatch          | —         | MPC                           |
| 371011     | 2005 TV195 | 1 out 2005  | Kitt Peak     | Spacewatch          | —         | MPC                           |
| 371012     | 2005 UT16  | 22 out 2005 | Kitt Peak     | Spacewatch          | —         | MPC                           |
| 371013     | 2005 UB20  | 22 out 2005 | Kitt Peak     | Spacewatch          | —         | MPC                           |
| 371014     | 2005 UJ22  | 23 out 2005 | Kitt Peak     | Spacewatch          | —         | MPC                           |
| 371015     | 2005 UJ27  | 23 out 2005 | Catalina      | CSS                 | —         | MPC                           |
| 371016     | 2005 UD38  | 24 out 2005 | Kitt Peak     | Spacewatch          | —         | MPC                           |
| 371017     | 2005 UK40  | 24 out 2005 | Kitt Peak     | Spacewatch          | —         | MPC                           |
| 371018     | 2005 UH46  | 22 out 2005 | Kitt Peak     | Spacewatch          | —         | MPC                           |
| 371019     | 2005 UD50  | 23 out 2005 | Catalina      | CSS                 | —         | MPC                           |
| 371020     | 2005 UP58  | 24 out 2005 | Kitt Peak     | Spacewatch          | —         | MPC                           |
| 371021     | 2005 UM63  | 25 out 2005 | Mount Lemmon  | Mount Lemmon Survey | —         | MPC                           |
| 371022     | 2005 UU63  | 25 out 2005 | Mount Lemmon  | Mount Lemmon Survey | —         | MPC                           |
| 371023     | 2005 UP65  | 29 set 2005 | Catalina      | CSS                 | —         | MPC                           |
| 371024     | 2005 UN66  | 22 out 2005 | Kitt Peak     | Spacewatch          | —         | MPC                           |
| 371025     | 2005 UZ71  | 23 out 2005 | Catalina      | CSS                 | —         | MPC                           |
| 371026     | 2005 UL76  | 24 out 2005 | Palomar       | NEAT                | Phocaea   | MPC                           |
| 371027     | 2005 UL78  | 25 out 2005 | Mount Lemmon  | Mount Lemmon Survey | —         | MPC                           |
| 371028     | 2005 UK90  | 22 out 2005 | Kitt Peak     | Spacewatch          | —         | MPC                           |
| 371029     | 2005 UP97  | 22 out 2005 | Kitt Peak     | Spacewatch          | —         | MPC                           |
| 371030     | 2005 UR97  | 22 out 2005 | Kitt Peak     | Spacewatch          | —         | MPC                           |
| 371031     | 2005 UF102 | 22 out 2005 | Kitt Peak     | Spacewatch          | —         | MPC                           |
| 371032     | 2005 UK103 | 22 out 2005 | Kitt Peak     | Spacewatch          | —         | MPC                           |
| 371033     | 2005 UM109 | 22 out 2005 | Kitt Peak     | Spacewatch          | —         | MPC                           |
| 371034     | 2005 UK114 | 22 out 2005 | Catalina      | CSS                 | —         | MPC                           |
| 371035     | 2005 UR149 | 26 out 2005 | Kitt Peak     | Spacewatch          | —         | MPC                           |
| 371036     | 2005 UZ151 | 26 out 2005 | Kitt Peak     | Spacewatch          | —         | MPC                           |
| 371037     | 2005 UM152 | 26 out 2005 | Kitt Peak     | Spacewatch          | —         | MPC                           |
| 371038     | 2005 UC153 | 26 out 2005 | Kitt Peak     | Spacewatch          | —         | MPC                           |
| 371039     | 2005 US153 | 26 out 2005 | Kitt Peak     | Spacewatch          | —         | MPC                           |
| 371040     | 2005 UJ161 | 22 out 2005 | Palomar       | NEAT                | —         | MPC                           |
| 371041     | 2005 UL161 | 23 out 2005 | Kitt Peak     | Spacewatch          | —         | MPC                           |
| 371042     | 2005 UM162 | 27 out 2005 | Anderson Mesa | LONEOS              | —         | MPC                           |
| 371043     | 2005 UC163 | 23 out 2005 | Kitt Peak     | Spacewatch          | —         | MPC                           |
| 371044     | 2005 UJ163 | 23 out 2005 | Kitt Peak     | Spacewatch          | —         | MPC                           |
| 371045     | 2005 UE167 | 24 out 2005 | Kitt Peak     | Spacewatch          | —         | MPC                           |
| 371046     | 2005 UZ173 | 24 out 2005 | Kitt Peak     | Spacewatch          | —         | MPC                           |
| 371047     | 2005 UT174 | 24 out 2005 | Kitt Peak     | Spacewatch          | —         | MPC                           |
| 371048     | 2005 UD182 | 24 out 2005 | Kitt Peak     | Spacewatch          | —         | MPC                           |
| 371049     | 2005 UT186 | 26 out 2005 | Kitt Peak     | Spacewatch          | —         | MPC                           |
| 371050     | 2005 UX199 | 25 out 2005 | Kitt Peak     | Spacewatch          | —         | MPC                           |
| 371051     | 2005 UG202 | 25 out 2005 | Kitt Peak     | Spacewatch          | —         | MPC                           |
| 371052     | 2005 UK214 | 25 out 2005 | Catalina      | CSS                 | —         | MPC                           |
| 371053     | 2005 UX217 | 22 out 2005 | Kitt Peak     | Spacewatch          | —         | MPC                           |
| 371054     | 2005 US222 | 25 out 2005 | Kitt Peak     | Spacewatch          | —         | MPC                           |
| 371055     | 2005 UX225 | 25 out 2005 | Kitt Peak     | Spacewatch          | —         | MPC                           |
| 371056     | 2005 UE229 | 25 out 2005 | Kitt Peak     | Spacewatch          | —         | MPC                           |
| 371057     | 2005 UL234 | 25 out 2005 | Kitt Peak     | Spacewatch          | —         | MPC                           |
| 371058     | 2005 UE235 | 25 out 2005 | Kitt Peak     | Spacewatch          | —         | MPC                           |
| 371059     | 2005 UY238 | 25 out 2005 | Kitt Peak     | Spacewatch          | —         | MPC                           |
| 371060     | 2005 UA249 | 28 out 2005 | Mount Lemmon  | Mount Lemmon Survey | —         | MPC                           |
| 371061     | 2005 UJ249 | 28 out 2005 | Mount Lemmon  | Mount Lemmon Survey | —         | MPC                           |
| 371062     | 2005 UU251 | 24 out 2005 | Kitt Peak     | Spacewatch          | —         | MPC                           |
| 371063     | 2005 UB253 | 26 out 2005 | Palomar       | NEAT                | —         | MPC                           |
| 371064     | 2005 UH259 | 25 out 2005 | Kitt Peak     | Spacewatch          | —         | MPC                           |
| 371065     | 2005 UX260 | 25 out 2005 | Mount Lemmon  | Mount Lemmon Survey | —         | MPC                           |
| 371066     | 2005 UG261 | 25 out 2005 | Mount Lemmon  | Mount Lemmon Survey | —         | MPC                           |
| 371067     | 2005 UD276 | 24 out 2005 | Kitt Peak     | Spacewatch          | —         | MPC                           |
| 371068     | 2005 US277 | 24 out 2005 | Kitt Peak     | Spacewatch          | —         | MPC                           |
| 371069     | 2005 UT280 | 24 out 2005 | Kitt Peak     | Spacewatch          | —         | MPC                           |
| 371070     | 2005 UR281 | 25 out 2005 | Mount Lemmon  | Mount Lemmon Survey | —         | MPC                           |
| 371071     | 2005 UU290 | 26 out 2005 | Kitt Peak     | Spacewatch          | —         | MPC                           |
| 371072     | 2005 UQ292 | 26 out 2005 | Kitt Peak     | Spacewatch          | —         | MPC                           |
| 371073     | 2005 UF307 | 27 out 2005 | Mount Lemmon  | Mount Lemmon Survey | —         | MPC                           |
| 371074     | 2005 US307 | 27 out 2005 | Mount Lemmon  | Mount Lemmon Survey | —         | MPC                           |
| 371075     | 2005 UD327 | 29 out 2005 | Kitt Peak     | Spacewatch          | —         | MPC                           |
| 371076     | 2005 UE327 | 29 out 2005 | Kitt Peak     | Spacewatch          | —         | MPC                           |
| 371077     | 2005 UW333 | 29 out 2005 | Mount Lemmon  | Mount Lemmon Survey | —         | MPC                           |
| 371078     | 2005 US349 | 27 out 2005 | Mount Lemmon  | Mount Lemmon Survey | Juno      | MPC                           |
| 371079     | 2005 UO352 | 29 out 2005 | Catalina      | CSS                 | —         | MPC                           |
| 371080     | 2005 UJ368 | 27 out 2005 | Kitt Peak     | Spacewatch          | —         | MPC                           |
| 371081     | 2005 UV369 | 27 out 2005 | Kitt Peak     | Spacewatch          | —         | MPC                           |
| 371082     | 2005 UY383 | 27 out 2005 | Catalina      | CSS                 | —         | MPC                           |
| 371083     | 2005 UA388 | 26 out 2005 | Kitt Peak     | Spacewatch          | —         | MPC                           |
| 371084     | 2005 UA391 | 29 out 2005 | Mount Lemmon  | Mount Lemmon Survey | —         | MPC                           |
| 371085     | 2005 UA397 | 27 out 2005 | Catalina      | CSS                 | —         | MPC                           |
| 371086     | 2005 UA400 | 26 out 2005 | Kitt Peak     | Spacewatch          | —         | MPC                           |
| 371087     | 2005 UA421 | 26 out 2005 | Kitt Peak     | Spacewatch          | —         | MPC                           |
| 371088     | 2005 UT437 | 22 out 2005 | Kitt Peak     | Spacewatch          | —         | MPC                           |
| 371089     | 2005 UJ443 | 30 out 2005 | Socorro       | LINEAR              | —         | MPC                           |
| 371090     | 2005 UB444 | 30 out 2005 | Socorro       | LINEAR              | —         | MPC                           |
| 371091     | 2005 UN449 | 30 out 2005 | Socorro       | LINEAR              | —         | MPC                           |
| 371092     | 2005 UA459 | 30 out 2005 | Palomar       | NEAT                | —         | MPC                           |
| 371093     | 2005 UZ461 | 30 out 2005 | Kitt Peak     | Spacewatch          | —         | MPC                           |
| 371094     | 2005 UD463 | 30 out 2005 | Kitt Peak     | Spacewatch          | —         | MPC                           |
| 371095     | 2005 UT468 | 30 out 2005 | Kitt Peak     | Spacewatch          | —         | MPC                           |
| 371096     | 2005 UR475 | 22 out 2005 | Kitt Peak     | Spacewatch          | —         | MPC                           |
| 371097     | 2005 UU509 | 22 out 2005 | Kitt Peak     | Spacewatch          | —         | MPC                           |
| 371098     | 2005 UR510 | 25 out 2005 | Mount Lemmon  | Mount Lemmon Survey | —         | MPC                           |
| 371099     | 2005 UO512 | 30 out 2005 | Mount Lemmon  | Mount Lemmon Survey | —         | MPC                           |
| 371100     | 2005 UC520 | 26 out 2005 | Apache Point  | A. C. Becker        | —         | MPC                           |

## 371101–371200
| Designação | Designação | Descoberta  | Descoberta    | Descobridor(es)     | Categoria | Mais informações / Referência |
| Permanente | Provisória | Data        | Local         | Descobridor(es)     | Categoria | Mais informações / Referência |
| ---------- | ---------- | ----------- | ------------- | ------------------- | --------- | ----------------------------- |
| 371101     | 2005 VW6   | 6 nov 2005  | Mount Lemmon  | Mount Lemmon Survey | —         | MPC                           |
| 371102     | 2005 VH7   | 13 nov 2005 | Desert Moon   | B. L. Stevens       | —         | MPC                           |
| 371103     | 2005 VR15  | 1 nov 2005  | Catalina      | CSS                 | —         | MPC                           |
| 371104     | 2005 VK26  | 3 out 2005  | Kitt Peak     | Spacewatch          | —         | MPC                           |
| 371105     | 2005 VF44  | 3 nov 2005  | Mount Lemmon  | Mount Lemmon Survey | Pallas    | MPC                           |
| 371106     | 2005 VD51  | 3 nov 2005  | Catalina      | CSS                 | —         | MPC                           |
| 371107     | 2005 VY60  | 5 nov 2005  | Kitt Peak     | Spacewatch          | —         | MPC                           |
| 371108     | 2005 VH61  | 5 nov 2005  | Catalina      | CSS                 | —         | MPC                           |
| 371109     | 2005 VZ74  | 1 nov 2005  | Mount Lemmon  | Mount Lemmon Survey | —         | MPC                           |
| 371110     | 2005 VB75  | 1 nov 2005  | Mount Lemmon  | Mount Lemmon Survey | —         | MPC                           |
| 371111     | 2005 VA88  | 6 nov 2005  | Kitt Peak     | Spacewatch          | —         | MPC                           |
| 371112     | 2005 VH88  | 25 out 2005 | Kitt Peak     | Spacewatch          | —         | MPC                           |
| 371113     | 2005 VR88  | 6 nov 2005  | Kitt Peak     | Spacewatch          | —         | MPC                           |
| 371114     | 2005 VE89  | 29 out 2005 | Kitt Peak     | Spacewatch          | —         | MPC                           |
| 371115     | 2005 VS98  | 10 nov 2005 | Catalina      | CSS                 | Phocaea   | MPC                           |
| 371116     | 2005 VZ99  | 1 nov 2005  | Kitt Peak     | Spacewatch          | —         | MPC                           |
| 371117     | 2005 VM107 | 5 nov 2005  | Kitt Peak     | Spacewatch          | —         | MPC                           |
| 371118     | 2005 VS111 | 6 nov 2005  | Mount Lemmon  | Mount Lemmon Survey | —         | MPC                           |
| 371119     | 2005 VD120 | 10 nov 2005 | Mount Lemmon  | Mount Lemmon Survey | Phocaea   | MPC                           |
| 371120     | 2005 VN126 | 1 nov 2005  | Apache Point  | A. C. Becker        | —         | MPC                           |
| 371121     | 2005 WG19  | 24 nov 2005 | Palomar       | NEAT                | —         | MPC                           |
| 371122     | 2005 WS24  | 21 nov 2005 | Kitt Peak     | Spacewatch          | —         | MPC                           |
| 371123     | 2005 WQ30  | 21 nov 2005 | Kitt Peak     | Spacewatch          | —         | MPC                           |
| 371124     | 2005 WV32  | 21 nov 2005 | Kitt Peak     | Spacewatch          | —         | MPC                           |
| 371125     | 2005 WA35  | 22 nov 2005 | Kitt Peak     | Spacewatch          | —         | MPC                           |
| 371126     | 2005 WT35  | 22 nov 2005 | Kitt Peak     | Spacewatch          | —         | MPC                           |
| 371127     | 2005 WH40  | 25 nov 2005 | Mount Lemmon  | Mount Lemmon Survey | —         | MPC                           |
| 371128     | 2005 WB54  | 25 nov 2005 | Catalina      | CSS                 | —         | MPC                           |
| 371129     | 2005 WX62  | 25 nov 2005 | Catalina      | CSS                 | —         | MPC                           |
| 371130     | 2005 WK77  | 25 nov 2005 | Kitt Peak     | Spacewatch          | —         | MPC                           |
| 371131     | 2005 WW78  | 25 nov 2005 | Kitt Peak     | Spacewatch          | —         | MPC                           |
| 371132     | 2005 WZ93  | 26 nov 2005 | Kitt Peak     | Spacewatch          | —         | MPC                           |
| 371133     | 2005 WZ97  | 26 nov 2005 | Kitt Peak     | Spacewatch          | —         | MPC                           |
| 371134     | 2005 WR104 | 28 nov 2005 | Catalina      | CSS                 | —         | MPC                           |
| 371135     | 2005 WJ118 | 28 nov 2005 | Catalina      | CSS                 | Meliboea  | MPC                           |
| 371136     | 2005 WZ121 | 30 nov 2005 | Socorro       | LINEAR              | —         | MPC                           |
| 371137     | 2005 WD122 | 30 nov 2005 | Kitt Peak     | Spacewatch          | —         | MPC                           |
| 371138     | 2005 WV131 | 25 nov 2005 | Mount Lemmon  | Mount Lemmon Survey | —         | MPC                           |
| 371139     | 2005 WG134 | 25 nov 2005 | Mount Lemmon  | Mount Lemmon Survey | —         | MPC                           |
| 371140     | 2005 WR134 | 25 nov 2005 | Mount Lemmon  | Mount Lemmon Survey | —         | MPC                           |
| 371141     | 2005 WX149 | 28 nov 2005 | Kitt Peak     | Spacewatch          | —         | MPC                           |
| 371142     | 2005 WX152 | 29 nov 2005 | Kitt Peak     | Spacewatch          | —         | MPC                           |
| 371143     | 2005 WF172 | 30 nov 2005 | Mount Lemmon  | Mount Lemmon Survey | —         | MPC                           |
| 371144     | 2005 WN176 | 30 nov 2005 | Kitt Peak     | Spacewatch          | —         | MPC                           |
| 371145     | 2005 WV177 | 30 nov 2005 | Kitt Peak     | Spacewatch          | —         | MPC                           |
| 371146     | 2005 XR21  | 2 dez 2005  | Mount Lemmon  | Mount Lemmon Survey | —         | MPC                           |
| 371147     | 2005 XA24  | 2 dez 2005  | Mount Lemmon  | Mount Lemmon Survey | —         | MPC                           |
| 371148     | 2005 XA27  | 4 dez 2005  | Kitt Peak     | Spacewatch          | —         | MPC                           |
| 371149     | 2005 XC35  | 4 dez 2005  | Kitt Peak     | Spacewatch          | —         | MPC                           |
| 371150     | 2005 XP41  | 30 nov 2005 | Kitt Peak     | Spacewatch          | —         | MPC                           |
| 371151     | 2005 XA43  | 2 dez 2005  | Kitt Peak     | Spacewatch          | —         | MPC                           |
| 371152     | 2005 XR48  | 2 dez 2005  | Mount Lemmon  | Mount Lemmon Survey | —         | MPC                           |
| 371153     | 2005 XJ54  | 5 dez 2005  | Kitt Peak     | Spacewatch          | —         | MPC                           |
| 371154     | 2005 XC65  | 7 dez 2005  | Kitt Peak     | Spacewatch          | —         | MPC                           |
| 371155     | 2005 XQ73  | 6 dez 2005  | Kitt Peak     | Spacewatch          | —         | MPC                           |
| 371156     | 2005 XU74  | 6 dez 2005  | Kitt Peak     | Spacewatch          | —         | MPC                           |
| 371157     | 2005 XK75  | 6 dez 2005  | Kitt Peak     | Spacewatch          | —         | MPC                           |
| 371158     | 2005 XF78  | 1 dez 2005  | Anderson Mesa | LONEOS              | —         | MPC                           |
| 371159     | 2005 XW101 | 1 dez 2005  | Kitt Peak     | M. W. Buie          | Maria     | MPC                           |
| 371160     | 2005 XV102 | 1 dez 2005  | Kitt Peak     | M. W. Buie          | —         | MPC                           |
| 371161     | 2005 YU15  | 22 dez 2005 | Kitt Peak     | Spacewatch          | —         | MPC                           |
| 371162     | 2005 YQ17  | 6 nov 2005  | Mount Lemmon  | Mount Lemmon Survey | —         | MPC                           |
| 371163     | 2005 YY20  | 24 dez 2005 | Kitt Peak     | Spacewatch          | —         | MPC                           |
| 371164     | 2005 YS24  | 24 dez 2005 | Kitt Peak     | Spacewatch          | —         | MPC                           |
| 371165     | 2005 YO26  | 21 dez 2005 | Kitt Peak     | Spacewatch          | —         | MPC                           |
| 371166     | 2005 YT31  | 22 dez 2005 | Kitt Peak     | Spacewatch          | —         | MPC                           |
| 371167     | 2005 YB33  | 22 dez 2005 | Kitt Peak     | Spacewatch          | —         | MPC                           |
| 371168     | 2005 YP33  | 24 dez 2005 | Kitt Peak     | Spacewatch          | —         | MPC                           |
| 371169     | 2005 YD34  | 24 dez 2005 | Kitt Peak     | Spacewatch          | —         | MPC                           |
| 371170     | 2005 YE40  | 22 dez 2005 | Kitt Peak     | Spacewatch          | —         | MPC                           |
| 371171     | 2005 YH42  | 24 dez 2005 | Kitt Peak     | Spacewatch          | —         | MPC                           |
| 371172     | 2005 YL48  | 22 dez 2005 | Kitt Peak     | Spacewatch          | —         | MPC                           |
| 371173     | 2005 YY48  | 22 dez 2005 | Kitt Peak     | Spacewatch          | —         | MPC                           |
| 371174     | 2005 YC55  | 25 dez 2005 | Kitt Peak     | Spacewatch          | —         | MPC                           |
| 371175     | 2005 YG80  | 24 dez 2005 | Kitt Peak     | Spacewatch          | —         | MPC                           |
| 371176     | 2005 YR80  | 24 dez 2005 | Kitt Peak     | Spacewatch          | —         | MPC                           |
| 371177     | 2005 YZ81  | 24 dez 2005 | Kitt Peak     | Spacewatch          | —         | MPC                           |
| 371178     | 2005 YS82  | 24 dez 2005 | Kitt Peak     | Spacewatch          | —         | MPC                           |
| 371179     | 2005 YG87  | 25 dez 2005 | Mount Lemmon  | Mount Lemmon Survey | —         | MPC                           |
| 371180     | 2005 YL87  | 25 dez 2005 | Mount Lemmon  | Mount Lemmon Survey | —         | MPC                           |
| 371181     | 2005 YQ88  | 25 dez 2005 | Mount Lemmon  | Mount Lemmon Survey | —         | MPC                           |
| 371182     | 2005 YX90  | 26 dez 2005 | Mount Lemmon  | Mount Lemmon Survey | —         | MPC                           |
| 371183     | 2005 YA105 | 25 dez 2005 | Kitt Peak     | Spacewatch          | —         | MPC                           |
| 371184     | 2005 YV111 | 25 dez 2005 | Kitt Peak     | Spacewatch          | —         | MPC                           |
| 371185     | 2005 YH113 | 25 dez 2005 | Mount Lemmon  | Mount Lemmon Survey | —         | MPC                           |
| 371186     | 2005 YX115 | 25 dez 2005 | Kitt Peak     | Spacewatch          | —         | MPC                           |
| 371187     | 2005 YF118 | 10 dez 2005 | Kitt Peak     | Spacewatch          | —         | MPC                           |
| 371188     | 2005 YK118 | 25 dez 2005 | Kitt Peak     | Spacewatch          | —         | MPC                           |
| 371189     | 2005 YV126 | 26 dez 2005 | Kitt Peak     | Spacewatch          | —         | MPC                           |
| 371190     | 2005 YW126 | 26 dez 2005 | Catalina      | CSS                 | —         | MPC                           |
| 371191     | 2005 YA127 | 27 dez 2005 | Mount Lemmon  | Mount Lemmon Survey | —         | MPC                           |
| 371192     | 2005 YF133 | 26 dez 2005 | Kitt Peak     | Spacewatch          | —         | MPC                           |
| 371193     | 2005 YG133 | 30 nov 2005 | Kitt Peak     | Spacewatch          | —         | MPC                           |
| 371194     | 2005 YN146 | 29 dez 2005 | Mount Lemmon  | Mount Lemmon Survey | —         | MPC                           |
| 371195     | 2005 YW148 | 25 dez 2005 | Kitt Peak     | Spacewatch          | —         | MPC                           |
| 371196     | 2005 YL154 | 29 dez 2005 | Socorro       | LINEAR              | —         | MPC                           |
| 371197     | 2005 YO159 | 27 dez 2005 | Kitt Peak     | Spacewatch          | —         | MPC                           |
| 371198     | 2005 YC162 | 27 dez 2005 | Socorro       | LINEAR              | —         | MPC                           |
| 371199     | 2005 YJ176 | 22 dez 2005 | Kitt Peak     | Spacewatch          | —         | MPC                           |
| 371200     | 2005 YQ193 | 29 nov 2005 | Mount Lemmon  | Mount Lemmon Survey | —         | MPC                           |

## 371201–371300
| Designação    | Designação | Descoberta  | Descoberta       | Descobridor(es)     | Categoria | Mais informações / Referência |
| Permanente    | Provisória | Data        | Local            | Descobridor(es)     | Categoria | Mais informações / Referência |
| ------------- | ---------- | ----------- | ---------------- | ------------------- | --------- | ----------------------------- |
| 371201        | 2005 YP208 | 21 dez 2005 | Catalina         | CSS                 | —         | MPC                           |
| 371202        | 2005 YS213 | 29 dez 2005 | Socorro          | LINEAR              | —         | MPC                           |
| 371203        | 2005 YS289 | 28 dez 2005 | Mount Lemmon     | Mount Lemmon Survey | —         | MPC                           |
| 371204        | 2006 AN7   | 5 jan 2006  | Catalina         | CSS                 | —         | MPC                           |
| 371205        | 2006 AT8   | 2 jan 2006  | Mount Lemmon     | Mount Lemmon Survey | —         | MPC                           |
| 371206        | 2006 AO39  | 7 jan 2006  | Mount Lemmon     | Mount Lemmon Survey | —         | MPC                           |
| 371207        | 2006 AG41  | 7 jan 2006  | Kitt Peak        | Spacewatch          | —         | MPC                           |
| 371208        | 2006 AU46  | 29 dez 2005 | Kitt Peak        | Spacewatch          | —         | MPC                           |
| 371209        | 2006 AF52  | 5 jan 2006  | Kitt Peak        | Spacewatch          | —         | MPC                           |
| 371210        | 2006 AK53  | 5 jan 2006  | Kitt Peak        | Spacewatch          | —         | MPC                           |
| 371211        | 2006 AQ54  | 5 jan 2006  | Kitt Peak        | Spacewatch          | —         | MPC                           |
| 371212        | 2006 AU66  | 9 jan 2006  | Kitt Peak        | Spacewatch          | —         | MPC                           |
| 371213        | 2006 AR75  | 4 jan 2006  | Mount Lemmon     | Mount Lemmon Survey | —         | MPC                           |
| 371214        | 2006 AN81  | 7 jan 2006  | Mount Lemmon     | Mount Lemmon Survey | —         | MPC                           |
| 371215        | 2006 AG92  | 7 jan 2006  | Mount Lemmon     | Mount Lemmon Survey | —         | MPC                           |
| 371216        | 2006 AX92  | 7 jan 2006  | Kitt Peak        | Spacewatch          | —         | MPC                           |
| 371217        | 2006 AA101 | 5 jan 2006  | Mount Lemmon     | Mount Lemmon Survey | —         | MPC                           |
| 371218        | 2006 AH101 | 7 jan 2006  | Mount Lemmon     | Mount Lemmon Survey | —         | MPC                           |
| 371219        | 2006 AJ101 | 8 jan 2006  | Mount Lemmon     | Mount Lemmon Survey | —         | MPC                           |
| 371220 Angers | 2006 BD8   | 22 jan 2006 | Nogales          | J.-C. Merlin        | —         | MPC                           |
| 371221        | 2006 BM40  | 21 jan 2006 | Kitt Peak        | Spacewatch          | —         | MPC                           |
| 371222        | 2006 BR41  | 22 jan 2006 | Mount Lemmon     | Mount Lemmon Survey | —         | MPC                           |
| 371223        | 2006 BJ47  | 7 jan 2006  | Kitt Peak        | Spacewatch          | —         | MPC                           |
| 371224        | 2006 BG50  | 25 jan 2006 | Kitt Peak        | Spacewatch          | —         | MPC                           |
| 371225        | 2006 BO52  | 25 jan 2006 | Kitt Peak        | Spacewatch          | —         | MPC                           |
| 371226        | 2006 BP52  | 25 jan 2006 | Kitt Peak        | Spacewatch          | —         | MPC                           |
| 371227        | 2006 BJ59  | 28 dez 2005 | Mount Lemmon     | Mount Lemmon Survey | —         | MPC                           |
| 371228        | 2006 BO62  | 24 jan 2006 | Socorro          | LINEAR              | —         | MPC                           |
| 371229        | 2006 BS70  | 23 jan 2006 | Kitt Peak        | Spacewatch          | —         | MPC                           |
| 371230        | 2006 BJ73  | 23 jan 2006 | Kitt Peak        | Spacewatch          | —         | MPC                           |
| 371231        | 2006 BY74  | 23 jan 2006 | Kitt Peak        | Spacewatch          | —         | MPC                           |
| 371232        | 2006 BX79  | 23 jan 2006 | Kitt Peak        | Spacewatch          | —         | MPC                           |
| 371233        | 2006 BA80  | 23 jan 2006 | Kitt Peak        | Spacewatch          | —         | MPC                           |
| 371234        | 2006 BE87  | 25 jan 2006 | Kitt Peak        | Spacewatch          | —         | MPC                           |
| 371235        | 2006 BS89  | 25 jan 2006 | Kitt Peak        | Spacewatch          | —         | MPC                           |
| 371236        | 2006 BV89  | 25 jan 2006 | Kitt Peak        | Spacewatch          | —         | MPC                           |
| 371237        | 2006 BH94  | 26 jan 2006 | Kitt Peak        | Spacewatch          | Maria     | MPC                           |
| 371238        | 2006 BC97  | 26 jan 2006 | Mount Lemmon     | Mount Lemmon Survey | —         | MPC                           |
| 371239        | 2006 BW121 | 26 jan 2006 | Mount Lemmon     | Mount Lemmon Survey | Themis    | MPC                           |
| 371240        | 2006 BT123 | 26 jan 2006 | Kitt Peak        | Spacewatch          | —         | MPC                           |
| 371241        | 2006 BW126 | 10 out 2004 | Kitt Peak        | Spacewatch          | —         | MPC                           |
| 371242        | 2006 BR127 | 26 jan 2006 | Kitt Peak        | Spacewatch          | —         | MPC                           |
| 371243        | 2006 BP128 | 26 jan 2006 | Mount Lemmon     | Mount Lemmon Survey | —         | MPC                           |
| 371244        | 2006 BA139 | 28 jan 2006 | Mount Lemmon     | Mount Lemmon Survey | —         | MPC                           |
| 371245        | 2006 BJ144 | 23 jan 2006 | Catalina         | CSS                 | —         | MPC                           |
| 371246        | 2006 BT145 | 24 jan 2006 | Socorro          | LINEAR              | —         | MPC                           |
| 371247        | 2006 BB148 | 31 jan 2006 | 7300 Observatory | W. K. Y. Yeung      | —         | MPC                           |
| 371248        | 2006 BN152 | 25 jan 2006 | Kitt Peak        | Spacewatch          | —         | MPC                           |
| 371249        | 2006 BG156 | 25 jan 2006 | Kitt Peak        | Spacewatch          | —         | MPC                           |
| 371250        | 2006 BJ165 | 26 jan 2006 | Kitt Peak        | Spacewatch          | Eos       | MPC                           |
| 371251        | 2006 BV171 | 27 jan 2006 | Kitt Peak        | Spacewatch          | —         | MPC                           |
| 371252        | 2006 BT172 | 27 jan 2006 | Kitt Peak        | Spacewatch          | —         | MPC                           |
| 371253        | 2006 BV172 | 27 jan 2006 | Kitt Peak        | Spacewatch          | —         | MPC                           |
| 371254        | 2006 BL173 | 27 jan 2006 | Kitt Peak        | Spacewatch          | —         | MPC                           |
| 371255        | 2006 BQ198 | 30 jan 2006 | Kitt Peak        | Spacewatch          | —         | MPC                           |
| 371256        | 2006 BJ224 | 4 out 1999  | Kitt Peak        | Spacewatch          | —         | MPC                           |
| 371257        | 2006 BP224 | 30 jan 2006 | Kitt Peak        | Spacewatch          | —         | MPC                           |
| 371258        | 2006 BT224 | 30 jan 2006 | Kitt Peak        | Spacewatch          | —         | MPC                           |
| 371259        | 2006 BQ227 | 30 jan 2006 | Kitt Peak        | Spacewatch          | —         | MPC                           |
| 371260        | 2006 BU233 | 23 jan 2006 | Kitt Peak        | Spacewatch          | —         | MPC                           |
| 371261        | 2006 BS255 | 31 jan 2006 | Catalina         | CSS                 | —         | MPC                           |
| 371262        | 2006 BY266 | 25 jan 2006 | Anderson Mesa    | LONEOS              | —         | MPC                           |
| 371263        | 2006 CC20  | 1 fev 2006  | Mount Lemmon     | Mount Lemmon Survey | —         | MPC                           |
| 371264        | 2006 CM57  | 4 fev 2006  | Kitt Peak        | Spacewatch          | —         | MPC                           |
| 371265        | 2006 DW1   | 20 fev 2006 | Kitt Peak        | Spacewatch          | —         | MPC                           |
| 371266        | 2006 DU7   | 20 fev 2006 | Kitt Peak        | Spacewatch          | —         | MPC                           |
| 371267        | 2006 DM36  | 20 fev 2006 | Mount Lemmon     | Mount Lemmon Survey | —         | MPC                           |
| 371268        | 2006 DJ44  | 20 fev 2006 | Catalina         | CSS                 | —         | MPC                           |
| 371269        | 2006 DC45  | 20 fev 2006 | Kitt Peak        | Spacewatch          | —         | MPC                           |
| 371270        | 2006 DA46  | 20 fev 2006 | Kitt Peak        | Spacewatch          | —         | MPC                           |
| 371271        | 2006 DR49  | 22 fev 2006 | Catalina         | CSS                 | —         | MPC                           |
| 371272        | 2006 DD77  | 24 fev 2006 | Kitt Peak        | Spacewatch          | —         | MPC                           |
| 371273        | 2006 DP82  | 24 fev 2006 | Kitt Peak        | Spacewatch          | —         | MPC                           |
| 371274        | 2006 DR94  | 24 fev 2006 | Kitt Peak        | Spacewatch          | —         | MPC                           |
| 371275        | 2006 DE96  | 24 fev 2006 | Kitt Peak        | Spacewatch          | —         | MPC                           |
| 371276        | 2006 DX99  | 25 fev 2006 | Kitt Peak        | Spacewatch          | —         | MPC                           |
| 371277        | 2006 DW102 | 25 fev 2006 | Mount Lemmon     | Mount Lemmon Survey | —         | MPC                           |
| 371278        | 2006 DK106 | 25 fev 2006 | Mount Lemmon     | Mount Lemmon Survey | —         | MPC                           |
| 371279        | 2006 DP113 | 27 fev 2006 | Kitt Peak        | Spacewatch          | —         | MPC                           |
| 371280        | 2006 DO117 | 27 fev 2006 | Kitt Peak        | Spacewatch          | —         | MPC                           |
| 371281        | 2006 DQ131 | 25 fev 2006 | Kitt Peak        | Spacewatch          | —         | MPC                           |
| 371282        | 2006 DQ132 | 25 fev 2006 | Kitt Peak        | Spacewatch          | Ursula    | MPC                           |
| 371283        | 2006 DX134 | 25 fev 2006 | Mount Lemmon     | Mount Lemmon Survey | —         | MPC                           |
| 371284        | 2006 DF140 | 25 fev 2006 | Kitt Peak        | Spacewatch          | —         | MPC                           |
| 371285        | 2006 DD151 | 25 fev 2006 | Mount Lemmon     | Mount Lemmon Survey | —         | MPC                           |
| 371286        | 2006 DU159 | 27 fev 2006 | Kitt Peak        | Spacewatch          | —         | MPC                           |
| 371287        | 2006 DC166 | 2 fev 2006  | Mount Lemmon     | Mount Lemmon Survey | —         | MPC                           |
| 371288        | 2006 DX173 | 27 fev 2006 | Kitt Peak        | Spacewatch          | —         | MPC                           |
| 371289        | 2006 DK210 | 20 fev 2006 | Kitt Peak        | Spacewatch          | Ursula    | MPC                           |
| 371290        | 2006 DE211 | 24 fev 2006 | Mount Lemmon     | Mount Lemmon Survey | —         | MPC                           |
| 371291        | 2006 DP211 | 18 out 2003 | Kitt Peak        | Spacewatch          | —         | MPC                           |
| 371292        | 2006 EE7   | 2 mar 2006  | Kitt Peak        | Spacewatch          | —         | MPC                           |
| 371293        | 2006 EV17  | 2 mar 2006  | Kitt Peak        | Spacewatch          | —         | MPC                           |
| 371294        | 2006 EO26  | 3 mar 2006  | Kitt Peak        | Spacewatch          | —         | MPC                           |
| 371295        | 2006 EQ42  | 4 mar 2006  | Kitt Peak        | Spacewatch          | Brangane  | MPC                           |
| 371296        | 2006 EJ47  | 4 mar 2006  | Kitt Peak        | Spacewatch          | —         | MPC                           |
| 371297        | 2006 ES55  | 5 mar 2006  | Kitt Peak        | Spacewatch          | —         | MPC                           |
| 371298        | 2006 EB66  | 5 mar 2006  | Kitt Peak        | Spacewatch          | —         | MPC                           |
| 371299        | 2006 EM74  | 3 mar 2006  | Kitt Peak        | Spacewatch          | —         | MPC                           |
| 371300        | 2006 FB1   | 21 mar 2006 | Mount Lemmon     | Mount Lemmon Survey | —         | MPC                           |

## 371301–371400
| Designação | Designação | Descoberta  | Descoberta    | Descobridor(es)     | Categoria | Mais informações / Referência |
| Permanente | Provisória | Data        | Local         | Descobridor(es)     | Categoria | Mais informações / Referência |
| ---------- | ---------- | ----------- | ------------- | ------------------- | --------- | ----------------------------- |
| 371301     | 2006 FU3   | 23 mar 2006 | Kitt Peak     | Spacewatch          | —         | MPC                           |
| 371302     | 2006 FS4   | 22 fev 2006 | Catalina      | CSS                 | —         | MPC                           |
| 371303     | 2006 FM10  | 19 mar 2006 | Socorro       | LINEAR              | —         | MPC                           |
| 371304     | 2006 FD13  | 23 mar 2006 | Kitt Peak     | Spacewatch          | —         | MPC                           |
| 371305     | 2006 FN17  | 23 mar 2006 | Kitt Peak     | Spacewatch          | —         | MPC                           |
| 371306     | 2006 FG26  | 24 mar 2006 | Mount Lemmon  | Mount Lemmon Survey | —         | MPC                           |
| 371307     | 2006 FH38  | 23 mar 2006 | Kitt Peak     | Spacewatch          | Maria     | MPC                           |
| 371308     | 2006 FM42  | 26 mar 2006 | Mount Lemmon  | Mount Lemmon Survey | —         | MPC                           |
| 371309     | 2006 GO9   | 2 abr 2006  | Kitt Peak     | Spacewatch          | —         | MPC                           |
| 371310     | 2006 GY27  | 2 abr 2006  | Kitt Peak     | Spacewatch          | —         | MPC                           |
| 371311     | 2006 GN29  | 2 abr 2006  | Kitt Peak     | Spacewatch          | —         | MPC                           |
| 371312     | 2006 GV30  | 2 abr 2006  | Mount Lemmon  | Mount Lemmon Survey | —         | MPC                           |
| 371313     | 2006 GX50  | 2 abr 2006  | Anderson Mesa | LONEOS              | —         | MPC                           |
| 371314     | 2006 GZ51  | 7 abr 2006  | Siding Spring | SSS                 | —         | MPC                           |
| 371315     | 2006 HP10  | 19 abr 2006 | Kitt Peak     | Spacewatch          | —         | MPC                           |
| 371316     | 2006 HP14  | 19 abr 2006 | Mount Lemmon  | Mount Lemmon Survey | —         | MPC                           |
| 371317     | 2006 HS21  | 20 abr 2006 | Kitt Peak     | Spacewatch          | —         | MPC                           |
| 371318     | 2006 HU41  | 21 abr 2006 | Kitt Peak     | Spacewatch          | —         | MPC                           |
| 371319     | 2006 HE65  | 24 abr 2006 | Kitt Peak     | Spacewatch          | Ursula    | MPC                           |
| 371320     | 2006 HF65  | 24 abr 2006 | Kitt Peak     | Spacewatch          | —         | MPC                           |
| 371321     | 2006 HF66  | 24 abr 2006 | Kitt Peak     | Spacewatch          | Ursula    | MPC                           |
| 371322     | 2006 HC72  | 25 abr 2006 | Kitt Peak     | Spacewatch          | —         | MPC                           |
| 371323     | 2006 HM80  | 26 abr 2006 | Kitt Peak     | Spacewatch          | —         | MPC                           |
| 371324     | 2006 HK94  | 29 abr 2006 | Kitt Peak     | Spacewatch          | —         | MPC                           |
| 371325     | 2006 HU94  | 30 abr 2006 | Kitt Peak     | Spacewatch          | —         | MPC                           |
| 371326     | 2006 JW3   | 2 mai 2006  | Mount Lemmon  | Mount Lemmon Survey | —         | MPC                           |
| 371327     | 2006 JX3   | 2 mai 2006  | Mount Lemmon  | Mount Lemmon Survey | —         | MPC                           |
| 371328     | 2006 JO7   | 1 mai 2006  | Kitt Peak     | Spacewatch          | —         | MPC                           |
| 371329     | 2006 JU14  | 1 mai 2006  | Kitt Peak     | Spacewatch          | Brangane  | MPC                           |
| 371330     | 2006 JU16  | 2 mai 2006  | Kitt Peak     | Spacewatch          | —         | MPC                           |
| 371331     | 2006 JK21  | 2 mai 2006  | Kitt Peak     | Spacewatch          | —         | MPC                           |
| 371332     | 2006 JW28  | 3 mai 2006  | Kitt Peak     | Spacewatch          | —         | MPC                           |
| 371333     | 2006 JJ33  | 3 mai 2006  | Kitt Peak     | Spacewatch          | —         | MPC                           |
| 371334     | 2006 JC59  | 1 mai 2006  | Kitt Peak     | M. W. Buie          | —         | MPC                           |
| 371335     | 2006 JS80  | 9 mai 2006  | Mount Lemmon  | Mount Lemmon Survey | —         | MPC                           |
| 371336     | 2006 KD1   | 20 mai 2006 | Socorro       | LINEAR              | —         | MPC                           |
| 371337     | 2006 KV2   | 18 mai 2006 | Palomar       | NEAT                | —         | MPC                           |
| 371338     | 2006 KY7   | 19 mai 2006 | Mount Lemmon  | Mount Lemmon Survey | —         | MPC                           |
| 371339     | 2006 KG18  | 21 mai 2006 | Kitt Peak     | Spacewatch          | —         | MPC                           |
| 371340     | 2006 KL19  | 21 mai 2006 | Siding Spring | SSS                 | —         | MPC                           |
| 371341     | 2006 KX34  | 20 mai 2006 | Kitt Peak     | Spacewatch          | —         | MPC                           |
| 371342     | 2006 KT39  | 21 mai 2006 | Anderson Mesa | LONEOS              | —         | MPC                           |
| 371343     | 2006 KY49  | 21 mai 2006 | Kitt Peak     | Spacewatch          | —         | MPC                           |
| 371344     | 2006 KJ50  | 21 mai 2006 | Kitt Peak     | Spacewatch          | —         | MPC                           |
| 371345     | 2006 KA51  | 21 mai 2006 | Kitt Peak     | Spacewatch          | —         | MPC                           |
| 371346     | 2006 KZ52  | 21 mai 2006 | Kitt Peak     | Spacewatch          | Brangane  | MPC                           |
| 371347     | 2006 KL66  | 24 mai 2006 | Mount Lemmon  | Mount Lemmon Survey | —         | MPC                           |
| 371348     | 2006 KB83  | 20 mai 2006 | Kitt Peak     | Spacewatch          | —         | MPC                           |
| 371349     | 2006 KB94  | 25 mai 2006 | Kitt Peak     | Spacewatch          | —         | MPC                           |
| 371350     | 2006 KG103 | 30 mai 2006 | Kitt Peak     | Spacewatch          | —         | MPC                           |
| 371351     | 2006 KW143 | 23 mai 2006 | Kitt Peak     | Spacewatch          | —         | MPC                           |
| 371352     | 2006 KZ144 | 25 mai 2006 | Kitt Peak     | Spacewatch          | —         | MPC                           |
| 371353     | 2006 LX    | 3 jun 2006  | Mount Lemmon  | Mount Lemmon Survey | —         | MPC                           |
| 371354     | 2006 LH1   | 1 jun 2006  | Kitt Peak     | Spacewatch          | —         | MPC                           |
| 371355     | 2006 MN1   | 18 jun 2006 | Kitt Peak     | Spacewatch          | —         | MPC                           |
| 371356     | 2006 MD2   | 16 jun 2006 | Kitt Peak     | Spacewatch          | —         | MPC                           |
| 371357     | 2006 MW14  | 22 jun 2006 | Palomar       | NEAT                | —         | MPC                           |
| 371358     | 2006 OJ    | 30 mai 2006 | Mount Lemmon  | Mount Lemmon Survey | —         | MPC                           |
| 371359     | 2006 OT8   | 20 jul 2006 | Palomar       | NEAT                | —         | MPC                           |
| 371360     | 2006 PK4   | 15 ago 2006 | Reedy Creek   | J. Broughton        | —         | MPC                           |
| 371361     | 2006 PF9   | 18 jul 2006 | Mount Lemmon  | Mount Lemmon Survey | —         | MPC                           |
| 371362     | 2006 PO14  | 15 ago 2006 | Palomar       | NEAT                | —         | MPC                           |
| 371363     | 2006 PB15  | 15 ago 2006 | Palomar       | NEAT                | —         | MPC                           |
| 371364     | 2006 PA17  | 15 ago 2006 | Palomar       | NEAT                | —         | MPC                           |
| 371365     | 2006 PF21  | 15 ago 2006 | Palomar       | NEAT                | —         | MPC                           |
| 371366     | 2006 PH27  | 31 jul 2006 | Siding Spring | SSS                 | —         | MPC                           |
| 371367     | 2006 PM34  | 15 ago 2006 | Palomar       | NEAT                | —         | MPC                           |
| 371368     | 2006 QD1   | 18 ago 2006 | Piszkéstető   | K. Sárneczky        | —         | MPC                           |
| 371369     | 2006 QC29  | 21 ago 2006 | Kitt Peak     | Spacewatch          | —         | MPC                           |
| 371370     | 2006 QL40  | 24 ago 2006 | Socorro       | LINEAR              | —         | MPC                           |
| 371371     | 2006 QS47  | 20 ago 2006 | Kitt Peak     | Spacewatch          | —         | MPC                           |
| 371372     | 2006 QC51  | 23 ago 2006 | Socorro       | LINEAR              | —         | MPC                           |
| 371373     | 2006 QB61  | 21 ago 2006 | Socorro       | LINEAR              | —         | MPC                           |
| 371374     | 2006 QJ63  | 24 ago 2006 | Palomar       | NEAT                | —         | MPC                           |
| 371375     | 2006 QW79  | 18 jul 2006 | Mount Lemmon  | Mount Lemmon Survey | —         | MPC                           |
| 371376     | 2006 QB99  | 23 ago 2006 | Socorro       | LINEAR              | —         | MPC                           |
| 371377     | 2006 QD108 | 28 ago 2006 | Catalina      | CSS                 | —         | MPC                           |
| 371378     | 2006 QG114 | 27 ago 2006 | Anderson Mesa | LONEOS              | —         | MPC                           |
| 371379     | 2006 QV116 | 27 ago 2006 | Anderson Mesa | LONEOS              | —         | MPC                           |
| 371380     | 2006 QU122 | 29 ago 2006 | Catalina      | CSS                 | —         | MPC                           |
| 371381     | 2006 QP126 | 16 ago 2006 | Palomar       | NEAT                | —         | MPC                           |
| 371382     | 2006 QB145 | 18 ago 2006 | Kitt Peak     | Spacewatch          | —         | MPC                           |
| 371383     | 2006 QZ162 | 21 ago 2006 | Kitt Peak     | Spacewatch          | —         | MPC                           |
| 371384     | 2006 QF182 | 27 ago 2006 | Apache Point  | A. C. Becker        | —         | MPC                           |
| 371385     | 2006 QJ187 | 18 ago 2006 | Palomar       | NEAT                | —         | MPC                           |
| 371386     | 2006 RE    | 1 set 2006  | Ottmarsheim   | C. Rinner           | —         | MPC                           |
| 371387     | 2006 RQ8   | 12 set 2006 | Catalina      | CSS                 | —         | MPC                           |
| 371388     | 2006 RA9   | 27 ago 2006 | Kitt Peak     | Spacewatch          | —         | MPC                           |
| 371389     | 2006 RS10  | 14 set 2006 | Palomar       | NEAT                | —         | MPC                           |
| 371390     | 2006 RD19  | 21 jul 2006 | Mount Lemmon  | Mount Lemmon Survey | —         | MPC                           |
| 371391     | 2006 RH19  | 14 set 2006 | Kitt Peak     | Spacewatch          | —         | MPC                           |
| 371392     | 2006 RO19  | 14 set 2006 | Catalina      | CSS                 | —         | MPC                           |
| 371393     | 2006 RW19  | 15 set 2006 | Kitt Peak     | Spacewatch          | —         | MPC                           |
| 371394     | 2006 RH28  | 15 set 2006 | Kitt Peak     | Spacewatch          | —         | MPC                           |
| 371395     | 2006 RB33  | 15 set 2006 | Kitt Peak     | Spacewatch          | —         | MPC                           |
| 371396     | 2006 RR37  | 12 set 2006 | Catalina      | CSS                 | —         | MPC                           |
| 371397     | 2006 RA60  | 15 set 2006 | Catalina      | CSS                 | —         | MPC                           |
| 371398     | 2006 RP63  | 14 set 2006 | Catalina      | CSS                 | —         | MPC                           |
| 371399     | 2006 RH71  | 15 set 2006 | Kitt Peak     | Spacewatch          | —         | MPC                           |
| 371400     | 2006 RZ71  | 15 set 2006 | Kitt Peak     | Spacewatch          | —         | MPC                           |

## 371401–371500
| Designação | Designação | Descoberta  | Descoberta        | Descobridor(es)     | Categoria | Mais informações / Referência |
| Permanente | Provisória | Data        | Local             | Descobridor(es)     | Categoria | Mais informações / Referência |
| ---------- | ---------- | ----------- | ----------------- | ------------------- | --------- | ----------------------------- |
| 371401     | 2006 RR73  | 15 set 2006 | Kitt Peak         | Spacewatch          | —         | MPC                           |
| 371402     | 2006 RV73  | 15 set 2006 | Kitt Peak         | Spacewatch          | —         | MPC                           |
| 371403     | 2006 RQ82  | 15 set 2006 | Kitt Peak         | Spacewatch          | —         | MPC                           |
| 371404     | 2006 RU82  | 15 set 2006 | Kitt Peak         | Spacewatch          | —         | MPC                           |
| 371405     | 2006 RN84  | 15 set 2006 | Kitt Peak         | Spacewatch          | Mitidika  | MPC                           |
| 371406     | 2006 RM86  | 15 set 2006 | Kitt Peak         | Spacewatch          | —         | MPC                           |
| 371407     | 2006 RP95  | 15 set 2006 | Kitt Peak         | Spacewatch          | —         | MPC                           |
| 371408     | 2006 RV100 | 14 set 2006 | Catalina          | CSS                 | —         | MPC                           |
| 371409     | 2006 RU121 | 15 set 2006 | Kitt Peak         | Spacewatch          | —         | MPC                           |
| 371410     | 2006 SU21  | 17 set 2006 | Catalina          | CSS                 | —         | MPC                           |
| 371411     | 2006 SF34  | 17 set 2006 | Catalina          | CSS                 | —         | MPC                           |
| 371412     | 2006 SA40  | 18 set 2006 | Catalina          | CSS                 | —         | MPC                           |
| 371413     | 2006 SW48  | 18 set 2006 | Kitt Peak         | Spacewatch          | —         | MPC                           |
| 371414     | 2006 SZ48  | 18 set 2006 | Kitt Peak         | Spacewatch          | —         | MPC                           |
| 371415     | 2006 SZ59  | 18 set 2006 | Catalina          | CSS                 | —         | MPC                           |
| 371416     | 2006 SM66  | 19 set 2006 | Kitt Peak         | Spacewatch          | Mitidika  | MPC                           |
| 371417     | 2006 SE76  | 19 set 2006 | Kitt Peak         | Spacewatch          | Chloris   | MPC                           |
| 371418     | 2006 SJ80  | 18 set 2006 | Kitt Peak         | Spacewatch          | —         | MPC                           |
| 371419     | 2006 SV85  | 18 set 2006 | Kitt Peak         | Spacewatch          | —         | MPC                           |
| 371420     | 2006 SB94  | 18 set 2006 | Kitt Peak         | Spacewatch          | —         | MPC                           |
| 371421     | 2006 SA103 | 19 set 2006 | Kitt Peak         | Spacewatch          | —         | MPC                           |
| 371422     | 2006 SW104 | 19 set 2006 | Kitt Peak         | Spacewatch          | —         | MPC                           |
| 371423     | 2006 SX105 | 19 set 2006 | Kitt Peak         | Spacewatch          | —         | MPC                           |
| 371424     | 2006 SD110 | 20 set 2006 | Socorro           | LINEAR              | —         | MPC                           |
| 371425     | 2006 SM115 | 24 set 2006 | Kitt Peak         | Spacewatch          | —         | MPC                           |
| 371426     | 2006 SY117 | 24 set 2006 | Kitt Peak         | Spacewatch          | —         | MPC                           |
| 371427     | 2006 SN141 | 19 set 2006 | Catalina          | CSS                 | —         | MPC                           |
| 371428     | 2006 ST150 | 19 set 2006 | Kitt Peak         | Spacewatch          | —         | MPC                           |
| 371429     | 2006 SY157 | 23 set 2006 | Kitt Peak         | Spacewatch          | —         | MPC                           |
| 371430     | 2006 SS163 | 24 set 2006 | Kitt Peak         | Spacewatch          | —         | MPC                           |
| 371431     | 2006 SF175 | 25 set 2006 | Mount Lemmon      | Mount Lemmon Survey | —         | MPC                           |
| 371432     | 2006 SG185 | 25 set 2006 | Mount Lemmon      | Mount Lemmon Survey | —         | MPC                           |
| 371433     | 2006 SH192 | 26 set 2006 | Mount Lemmon      | Mount Lemmon Survey | —         | MPC                           |
| 371434     | 2006 SZ199 | 24 set 2006 | Kitt Peak         | Spacewatch          | —         | MPC                           |
| 371435     | 2006 SG206 | 25 set 2006 | Mount Lemmon      | Mount Lemmon Survey | —         | MPC                           |
| 371436     | 2006 SW212 | 26 set 2006 | Catalina          | CSS                 | —         | MPC                           |
| 371437     | 2006 SJ215 | 27 set 2006 | Kitt Peak         | Spacewatch          | —         | MPC                           |
| 371438     | 2006 SO221 | 25 set 2006 | Mount Lemmon      | Mount Lemmon Survey | —         | MPC                           |
| 371439     | 2006 ST239 | 18 set 2006 | Kitt Peak         | Spacewatch          | —         | MPC                           |
| 371440     | 2006 SJ240 | 26 set 2006 | Kitt Peak         | Spacewatch          | Mitidika  | MPC                           |
| 371441     | 2006 SM258 | 19 set 2006 | Kitt Peak         | Spacewatch          | —         | MPC                           |
| 371442     | 2006 SW272 | 27 set 2006 | Mount Lemmon      | Mount Lemmon Survey | —         | MPC                           |
| 371443     | 2006 SB274 | 27 set 2006 | Mount Lemmon      | Mount Lemmon Survey | —         | MPC                           |
| 371444     | 2006 SG279 | 28 set 2006 | Mount Lemmon      | Mount Lemmon Survey | —         | MPC                           |
| 371445     | 2006 SM285 | 24 set 2006 | Kitt Peak         | Spacewatch          | —         | MPC                           |
| 371446     | 2006 SY287 | 25 set 2006 | Socorro           | LINEAR              | —         | MPC                           |
| 371447     | 2006 SJ290 | 30 set 2006 | Catalina          | CSS                 | —         | MPC                           |
| 371448     | 2006 SU296 | 25 set 2006 | Kitt Peak         | Spacewatch          | —         | MPC                           |
| 371449     | 2006 SM300 | 26 set 2006 | Catalina          | CSS                 | —         | MPC                           |
| 371450     | 2006 SO316 | 27 set 2006 | Kitt Peak         | Spacewatch          | Mitidika  | MPC                           |
| 371451     | 2006 SV316 | 27 set 2006 | Kitt Peak         | Spacewatch          | —         | MPC                           |
| 371452     | 2006 SB317 | 27 set 2006 | Kitt Peak         | Spacewatch          | —         | MPC                           |
| 371453     | 2006 SL317 | 27 set 2006 | Kitt Peak         | Spacewatch          | Mitidika  | MPC                           |
| 371454     | 2006 SZ322 | 27 set 2006 | Kitt Peak         | Spacewatch          | —         | MPC                           |
| 371455     | 2006 SQ332 | 28 set 2006 | Mount Lemmon      | Mount Lemmon Survey | —         | MPC                           |
| 371456     | 2006 SY346 | 15 set 2006 | Kitt Peak         | Spacewatch          | —         | MPC                           |
| 371457     | 2006 SG348 | 28 set 2006 | Kitt Peak         | Spacewatch          | —         | MPC                           |
| 371458     | 2006 SR355 | 30 set 2006 | Catalina          | CSS                 | —         | MPC                           |
| 371459     | 2006 SH361 | 30 set 2006 | Mount Lemmon      | Mount Lemmon Survey | —         | MPC                           |
| 371460     | 2006 SO361 | 30 set 2006 | Mount Lemmon      | Mount Lemmon Survey | —         | MPC                           |
| 371461     | 2006 SR364 | 28 set 2006 | Mount Lemmon      | Mount Lemmon Survey | —         | MPC                           |
| 371462     | 2006 SW367 | 28 set 2006 | Catalina          | CSS                 | —         | MPC                           |
| 371463     | 2006 SB391 | 17 set 2006 | Kitt Peak         | Spacewatch          | —         | MPC                           |
| 371464     | 2006 SG393 | 28 set 2006 | Catalina          | CSS                 | —         | MPC                           |
| 371465     | 2006 SE397 | 19 set 2006 | Kitt Peak         | Spacewatch          | —         | MPC                           |
| 371466     | 2006 SN406 | 17 set 2006 | Kitt Peak         | Spacewatch          | —         | MPC                           |
| 371467     | 2006 SF409 | 30 set 2006 | Catalina          | CSS                 | —         | MPC                           |
| 371468     | 2006 TF4   | 2 out 2006  | Mount Lemmon      | Mount Lemmon Survey | —         | MPC                           |
| 371469     | 2006 TS6   | 3 out 2006  | Mount Lemmon      | Mount Lemmon Survey | —         | MPC                           |
| 371470     | 2006 TL9   | 11 out 2006 | Kitt Peak         | Spacewatch          | Mitidika  | MPC                           |
| 371471     | 2006 TE14  | 10 out 2006 | Palomar           | NEAT                | —         | MPC                           |
| 371472     | 2006 TP17  | 11 out 2006 | Kitt Peak         | Spacewatch          | —         | MPC                           |
| 371473     | 2006 TG18  | 11 out 2006 | Kitt Peak         | Spacewatch          | —         | MPC                           |
| 371474     | 2006 TL21  | 11 out 2006 | Kitt Peak         | Spacewatch          | —         | MPC                           |
| 371475     | 2006 TM27  | 12 out 2006 | Kitt Peak         | Spacewatch          | —         | MPC                           |
| 371476     | 2006 TE28  | 12 out 2006 | Kitt Peak         | Spacewatch          | —         | MPC                           |
| 371477     | 2006 TR30  | 12 out 2006 | Kitt Peak         | Spacewatch          | —         | MPC                           |
| 371478     | 2006 TB33  | 12 out 2006 | Kitt Peak         | Spacewatch          | —         | MPC                           |
| 371479     | 2006 TY35  | 12 out 2006 | Kitt Peak         | Spacewatch          | —         | MPC                           |
| 371480     | 2006 TK36  | 12 out 2006 | Kitt Peak         | Spacewatch          | —         | MPC                           |
| 371481     | 2006 TX39  | 12 out 2006 | Kitt Peak         | Spacewatch          | —         | MPC                           |
| 371482     | 2006 TY39  | 12 out 2006 | Kitt Peak         | Spacewatch          | Mitidika  | MPC                           |
| 371483     | 2006 TQ46  | 12 out 2006 | Kitt Peak         | Spacewatch          | —         | MPC                           |
| 371484     | 2006 TG53  | 30 set 2006 | Mount Lemmon      | Mount Lemmon Survey | —         | MPC                           |
| 371485     | 2006 TM66  | 18 set 2006 | Kitt Peak         | Spacewatch          | —         | MPC                           |
| 371486     | 2006 TT66  | 11 out 2006 | Palomar           | NEAT                | —         | MPC                           |
| 371487     | 2006 TY66  | 11 out 2006 | Palomar           | NEAT                | —         | MPC                           |
| 371488     | 2006 TN72  | 11 out 2006 | Palomar           | NEAT                | —         | MPC                           |
| 371489     | 2006 TV73  | 30 set 2006 | Catalina          | CSS                 | —         | MPC                           |
| 371490     | 2006 TB92  | 13 out 2006 | Kitt Peak         | Spacewatch          | —         | MPC                           |
| 371491     | 2006 TW92  | 15 out 2006 | Kitt Peak         | Spacewatch          | —         | MPC                           |
| 371492     | 2006 TT93  | 15 out 2006 | Kitt Peak         | Spacewatch          | —         | MPC                           |
| 371493     | 2006 TR94  | 15 out 2006 | Lulin Observatory | C.-S. Lin, Q.-z. Ye | —         | MPC                           |
| 371494     | 2006 TJ102 | 15 out 2006 | Kitt Peak         | Spacewatch          | —         | MPC                           |
| 371495     | 2006 TG110 | 13 out 2006 | Kitt Peak         | Spacewatch          | —         | MPC                           |
| 371496     | 2006 UA16  | 17 out 2006 | Mount Lemmon      | Mount Lemmon Survey | —         | MPC                           |
| 371497     | 2006 UG25  | 26 set 2006 | Mount Lemmon      | Mount Lemmon Survey | —         | MPC                           |
| 371498     | 2006 UV26  | 16 out 2006 | Kitt Peak         | Spacewatch          | —         | MPC                           |
| 371499     | 2006 UA36  | 16 out 2006 | Kitt Peak         | Spacewatch          | —         | MPC                           |
| 371500     | 2006 UH36  | 16 out 2006 | Kitt Peak         | Spacewatch          | —         | MPC                           |

## 371501–371600
| Designação | Designação | Descoberta  | Descoberta      | Descobridor(es)     | Categoria | Mais informações / Referência |
| Permanente | Provisória | Data        | Local           | Descobridor(es)     | Categoria | Mais informações / Referência |
| ---------- | ---------- | ----------- | --------------- | ------------------- | --------- | ----------------------------- |
| 371501     | 2006 UP39  | 16 out 2006 | Kitt Peak       | Spacewatch          | —         | MPC                           |
| 371502     | 2006 UK41  | 16 out 2006 | Kitt Peak       | Spacewatch          | —         | MPC                           |
| 371503     | 2006 UP45  | 16 out 2006 | Kitt Peak       | Spacewatch          | Mitidika  | MPC                           |
| 371504     | 2006 UE46  | 16 out 2006 | Kitt Peak       | Spacewatch          | —         | MPC                           |
| 371505     | 2006 UN63  | 21 out 2006 | 7300            | W. K. Y. Yeung      | —         | MPC                           |
| 371506     | 2006 UT68  | 16 out 2006 | Catalina        | CSS                 | —         | MPC                           |
| 371507     | 2006 UL70  | 16 out 2006 | Kitt Peak       | Spacewatch          | —         | MPC                           |
| 371508     | 2006 UQ74  | 17 out 2006 | Kitt Peak       | Spacewatch          | —         | MPC                           |
| 371509     | 2006 UV74  | 17 out 2006 | Kitt Peak       | Spacewatch          | —         | MPC                           |
| 371510     | 2006 UX74  | 25 set 2006 | Kitt Peak       | Spacewatch          | —         | MPC                           |
| 371511     | 2006 UU75  | 17 out 2006 | Mount Lemmon    | Mount Lemmon Survey | —         | MPC                           |
| 371512     | 2006 UY77  | 17 out 2006 | Kitt Peak       | Spacewatch          | —         | MPC                           |
| 371513     | 2006 UP82  | 17 out 2006 | Kitt Peak       | Spacewatch          | —         | MPC                           |
| 371514     | 2006 UO88  | 17 out 2006 | Kitt Peak       | Spacewatch          | —         | MPC                           |
| 371515     | 2006 UF94  | 2 out 2006  | Mount Lemmon    | Mount Lemmon Survey | Mitidika  | MPC                           |
| 371516     | 2006 UM123 | 19 out 2006 | Palomar         | NEAT                | —         | MPC                           |
| 371517     | 2006 UK144 | 19 out 2006 | Kitt Peak       | Spacewatch          | —         | MPC                           |
| 371518     | 2006 UN155 | 17 set 2006 | Kitt Peak       | Spacewatch          | —         | MPC                           |
| 371519     | 2006 UQ166 | 21 out 2006 | Mount Lemmon    | Mount Lemmon Survey | —         | MPC                           |
| 371520     | 2006 UY169 | 21 out 2006 | Mount Lemmon    | Mount Lemmon Survey | —         | MPC                           |
| 371521     | 2006 UK178 | 16 out 2006 | Catalina        | CSS                 | —         | MPC                           |
| 371522     | 2006 UG185 | 27 out 2006 | Mount Lemmon    | Mount Lemmon Survey | —         | MPC                           |
| 371523     | 2006 UJ191 | 19 out 2006 | Catalina        | CSS                 | —         | MPC                           |
| 371524     | 2006 UX196 | 20 out 2006 | Kitt Peak       | Spacewatch          | —         | MPC                           |
| 371525     | 2006 UR198 | 20 out 2006 | Kitt Peak       | Spacewatch          | Mitidika  | MPC                           |
| 371526     | 2006 UV213 | 23 out 2006 | Kitt Peak       | Spacewatch          | —         | MPC                           |
| 371527     | 2006 UB216 | 28 out 2006 | Calvin-Rehoboth | L. A. Molnar        | —         | MPC                           |
| 371528     | 2006 UC220 | 16 out 2006 | Catalina        | CSS                 | —         | MPC                           |
| 371529     | 2006 UQ221 | 17 out 2006 | Kitt Peak       | Spacewatch          | —         | MPC                           |
| 371530     | 2006 UZ224 | 29 fev 2004 | Kitt Peak       | Spacewatch          | —         | MPC                           |
| 371531     | 2006 UC225 | 19 out 2006 | Catalina        | CSS                 | —         | MPC                           |
| 371532     | 2006 UY234 | 22 out 2006 | Mount Lemmon    | Mount Lemmon Survey | —         | MPC                           |
| 371533     | 2006 UM240 | 23 out 2006 | Kitt Peak       | Spacewatch          | Pallas    | MPC                           |
| 371534     | 2006 UB247 | 26 set 2006 | Mount Lemmon    | Mount Lemmon Survey | —         | MPC                           |
| 371535     | 2006 UC250 | 27 out 2006 | Mount Lemmon    | Mount Lemmon Survey | —         | MPC                           |
| 371536     | 2006 UZ265 | 27 out 2006 | Catalina        | CSS                 | —         | MPC                           |
| 371537     | 2006 UF266 | 4 out 2006  | Mount Lemmon    | Mount Lemmon Survey | Mitidika  | MPC                           |
| 371538     | 2006 UD274 | 27 out 2006 | Kitt Peak       | Spacewatch          | —         | MPC                           |
| 371539     | 2006 UR274 | 28 out 2006 | Kitt Peak       | Spacewatch          | —         | MPC                           |
| 371540     | 2006 UZ285 | 28 out 2006 | Kitt Peak       | Spacewatch          | Mitidika  | MPC                           |
| 371541     | 2006 UB290 | 31 out 2006 | Kitt Peak       | Spacewatch          | —         | MPC                           |
| 371542     | 2006 UK291 | 30 out 2006 | Catalina        | CSS                 | —         | MPC                           |
| 371543     | 2006 UV291 | 24 out 2006 | Cordell-Lorenz  | Cordell–Lorenz Obs. | Mitidika  | MPC                           |
| 371544     | 2006 UT302 | 14 set 2006 | Catalina        | CSS                 | —         | MPC                           |
| 371545     | 2006 UK304 | 19 out 2006 | Kitt Peak       | M. W. Buie          | —         | MPC                           |
| 371546     | 2006 UL331 | 19 out 2006 | Catalina        | CSS                 | —         | MPC                           |
| 371547     | 2006 UO337 | 16 out 2006 | Kitt Peak       | Spacewatch          | —         | MPC                           |
| 371548     | 2006 UY349 | 26 out 2006 | Mauna Kea       | P. A. Wiegert       | Juno      | MPC                           |
| 371549     | 2006 VF2   | 2 nov 2006  | Mount Lemmon    | Mount Lemmon Survey | —         | MPC                           |
| 371550     | 2006 VC10  | 11 nov 2006 | Mount Lemmon    | Mount Lemmon Survey | Mitidika  | MPC                           |
| 371551     | 2006 VC16  | 9 nov 2006  | Kitt Peak       | Spacewatch          | —         | MPC                           |
| 371552     | 2006 VT16  | 9 nov 2006  | Kitt Peak       | Spacewatch          | —         | MPC                           |
| 371553     | 2006 VP25  | 10 nov 2006 | Kitt Peak       | Spacewatch          | —         | MPC                           |
| 371554     | 2006 VL29  | 10 nov 2006 | Kitt Peak       | Spacewatch          | —         | MPC                           |
| 371555     | 2006 VX29  | 10 nov 2006 | Kitt Peak       | Spacewatch          | —         | MPC                           |
| 371556     | 2006 VK30  | 10 nov 2006 | Kitt Peak       | Spacewatch          | —         | MPC                           |
| 371557     | 2006 VO30  | 10 nov 2006 | Kitt Peak       | Spacewatch          | —         | MPC                           |
| 371558     | 2006 VQ30  | 10 nov 2006 | Kitt Peak       | Spacewatch          | —         | MPC                           |
| 371559     | 2006 VV38  | 12 nov 2006 | Mount Lemmon    | Mount Lemmon Survey | —         | MPC                           |
| 371560     | 2006 VK52  | 11 nov 2006 | Kitt Peak       | Spacewatch          | —         | MPC                           |
| 371561     | 2006 VK57  | 11 nov 2006 | Kitt Peak       | Spacewatch          | —         | MPC                           |
| 371562     | 2006 VF58  | 11 nov 2006 | Kitt Peak       | Spacewatch          | —         | MPC                           |
| 371563     | 2006 VF64  | 11 nov 2006 | Kitt Peak       | Spacewatch          | —         | MPC                           |
| 371564     | 2006 VL66  | 11 nov 2006 | Catalina        | CSS                 | —         | MPC                           |
| 371565     | 2006 VO68  | 11 nov 2006 | Catalina        | CSS                 | Mitidika  | MPC                           |
| 371566     | 2006 VX70  | 11 nov 2006 | Kitt Peak       | Spacewatch          | —         | MPC                           |
| 371567     | 2006 VE72  | 11 nov 2006 | Mount Lemmon    | Mount Lemmon Survey | —         | MPC                           |
| 371568     | 2006 VC95  | 15 nov 2006 | Ottmarsheim     | C. Rinner           | —         | MPC                           |
| 371569     | 2006 VE98  | 22 out 2006 | Mount Lemmon    | Mount Lemmon Survey | —         | MPC                           |
| 371570     | 2006 VF104 | 13 nov 2006 | Palomar         | NEAT                | —         | MPC                           |
| 371571     | 2006 VR104 | 13 nov 2006 | Catalina        | CSS                 | —         | MPC                           |
| 371572     | 2006 VH107 | 13 nov 2006 | Kitt Peak       | Spacewatch          | —         | MPC                           |
| 371573     | 2006 VF115 | 14 nov 2006 | Kitt Peak       | Spacewatch          | Mitidika  | MPC                           |
| 371574     | 2006 VR130 | 15 nov 2006 | Kitt Peak       | Spacewatch          | —         | MPC                           |
| 371575     | 2006 VS130 | 15 nov 2006 | Kitt Peak       | Spacewatch          | —         | MPC                           |
| 371576     | 2006 VJ133 | 15 nov 2006 | Kitt Peak       | Spacewatch          | —         | MPC                           |
| 371577     | 2006 VY140 | 15 nov 2006 | Kitt Peak       | Spacewatch          | Mitidika  | MPC                           |
| 371578     | 2006 VU142 | 14 nov 2006 | Kitt Peak       | Spacewatch          | —         | MPC                           |
| 371579     | 2006 VF143 | 14 nov 2006 | Kitt Peak       | Spacewatch          | —         | MPC                           |
| 371580     | 2006 VM151 | 25 set 2006 | Mount Lemmon    | Mount Lemmon Survey | —         | MPC                           |
| 371581     | 2006 VP154 | 3 out 2006  | Mount Lemmon    | Mount Lemmon Survey | —         | MPC                           |
| 371582     | 2006 VN170 | 15 nov 2006 | Kitt Peak       | Spacewatch          | Mitidika  | MPC                           |
| 371583     | 2006 VY172 | 1 nov 2006  | Mount Lemmon    | Mount Lemmon Survey | —         | MPC                           |
| 371584     | 2006 WH4   | 19 nov 2006 | Kitt Peak       | Spacewatch          | —         | MPC                           |
| 371585     | 2006 WO7   | 16 nov 2006 | Kitt Peak       | Spacewatch          | —         | MPC                           |
| 371586     | 2006 WW24  | 17 nov 2006 | Mount Lemmon    | Mount Lemmon Survey | —         | MPC                           |
| 371587     | 2006 WD29  | 19 nov 2006 | Kitt Peak       | Spacewatch          | —         | MPC                           |
| 371588     | 2006 WC41  | 16 nov 2006 | Kitt Peak       | Spacewatch          | —         | MPC                           |
| 371589     | 2006 WN42  | 16 nov 2006 | Kitt Peak       | Spacewatch          | —         | MPC                           |
| 371590     | 2006 WB47  | 16 nov 2006 | Kitt Peak       | Spacewatch          | —         | MPC                           |
| 371591     | 2006 WQ49  | 2 nov 2006  | Mount Lemmon    | Mount Lemmon Survey | —         | MPC                           |
| 371592     | 2006 WH52  | 16 nov 2006 | Kitt Peak       | Spacewatch          | Mitidika  | MPC                           |
| 371593     | 2006 WB90  | 18 nov 2006 | Kitt Peak       | Spacewatch          | —         | MPC                           |
| 371594     | 2006 WQ98  | 19 nov 2006 | Kitt Peak       | Spacewatch          | —         | MPC                           |
| 371595     | 2006 WA101 | 19 nov 2006 | Socorro         | LINEAR              | Mitidika  | MPC                           |
| 371596     | 2006 WL110 | 11 nov 2006 | Kitt Peak       | Spacewatch          | —         | MPC                           |
| 371597     | 2006 WE118 | 11 nov 2006 | Kitt Peak       | Spacewatch          | —         | MPC                           |
| 371598     | 2006 WF125 | 22 nov 2006 | Kitt Peak       | Spacewatch          | —         | MPC                           |
| 371599     | 2006 WG125 | 22 nov 2006 | Socorro         | LINEAR              | —         | MPC                           |
| 371600     | 2006 WK143 | 23 out 2006 | Mount Lemmon    | Mount Lemmon Survey | Mitidika  | MPC                           |

## 371601–371700
| Designação | Designação | Descoberta  | Descoberta    | Descobridor(es)     | Categoria | Mais informações / Referência |
| Permanente | Provisória | Data        | Local         | Descobridor(es)     | Categoria | Mais informações / Referência |
| ---------- | ---------- | ----------- | ------------- | ------------------- | --------- | ----------------------------- |
| 371601     | 2006 WB146 | 20 nov 2006 | Kitt Peak     | Spacewatch          | —         | MPC                           |
| 371602     | 2006 WO146 | 28 out 2006 | Mount Lemmon  | Mount Lemmon Survey | Mitidika  | MPC                           |
| 371603     | 2006 WQ146 | 20 nov 2006 | Kitt Peak     | Spacewatch          | —         | MPC                           |
| 371604     | 2006 WY152 | 23 out 2006 | Mount Lemmon  | Mount Lemmon Survey | —         | MPC                           |
| 371605     | 2006 WZ161 | 23 nov 2006 | Kitt Peak     | Spacewatch          | Mitidika  | MPC                           |
| 371606     | 2006 WW174 | 23 nov 2006 | Kitt Peak     | Spacewatch          | —         | MPC                           |
| 371607     | 2006 WA182 | 24 nov 2006 | Mount Lemmon  | Mount Lemmon Survey | —         | MPC                           |
| 371608     | 2006 XD6   | 8 dez 2006  | Palomar       | NEAT                | —         | MPC                           |
| 371609     | 2006 XQ9   | 9 dez 2006  | Kitt Peak     | Spacewatch          | —         | MPC                           |
| 371610     | 2006 XC13  | 10 dez 2006 | Kitt Peak     | Spacewatch          | Mitidika  | MPC                           |
| 371611     | 2006 XN19  | 11 dez 2006 | Kitt Peak     | Spacewatch          | —         | MPC                           |
| 371612     | 2006 XL26  | 12 dez 2006 | Catalina      | CSS                 | —         | MPC                           |
| 371613     | 2006 XC40  | 12 dez 2006 | Mount Lemmon  | Mount Lemmon Survey | Mitidika  | MPC                           |
| 371614     | 2006 XG41  | 12 dez 2006 | Mount Lemmon  | Mount Lemmon Survey | —         | MPC                           |
| 371615     | 2006 XW41  | 14 nov 2006 | Mount Lemmon  | Mount Lemmon Survey | —         | MPC                           |
| 371616     | 2006 XS57  | 14 dez 2006 | Mount Lemmon  | Mount Lemmon Survey | —         | MPC                           |
| 371617     | 2006 XP60  | 14 dez 2006 | Kitt Peak     | Spacewatch          | —         | MPC                           |
| 371618     | 2006 XY62  | 15 dez 2006 | Mount Lemmon  | Mount Lemmon Survey | —         | MPC                           |
| 371619     | 2006 XU70  | 13 dez 2006 | Mount Lemmon  | Mount Lemmon Survey | —         | MPC                           |
| 371620     | 2006 YB18  | 22 dez 2006 | Socorro       | LINEAR              | —         | MPC                           |
| 371621     | 2006 YL29  | 21 dez 2006 | Kitt Peak     | Spacewatch          | —         | MPC                           |
| 371622     | 2006 YA30  | 21 dez 2006 | Kitt Peak     | Spacewatch          | —         | MPC                           |
| 371623     | 2006 YQ34  | 21 dez 2006 | Kitt Peak     | Spacewatch          | —         | MPC                           |
| 371624     | 2006 YB36  | 21 dez 2006 | Kitt Peak     | Spacewatch          | —         | MPC                           |
| 371625     | 2006 YB41  | 22 dez 2006 | Kitt Peak     | Spacewatch          | —         | MPC                           |
| 371626     | 2006 YM50  | 21 dez 2006 | Kitt Peak     | M. W. Buie          | —         | MPC                           |
| 371627     | 2007 AP7   | 9 jan 2007  | Mount Lemmon  | Mount Lemmon Survey | —         | MPC                           |
| 371628     | 2007 AF8   | 10 jan 2007 | Nyukasa       | Mount Nyukasa Stn.  | —         | MPC                           |
| 371629     | 2007 AQ8   | 18 nov 2006 | Mount Lemmon  | Mount Lemmon Survey | —         | MPC                           |
| 371630     | 2007 AK10  | 9 jan 2007  | Kitt Peak     | Spacewatch          | —         | MPC                           |
| 371631     | 2007 AB15  | 10 jan 2007 | Mount Lemmon  | Mount Lemmon Survey | —         | MPC                           |
| 371632     | 2007 AE15  | 10 jan 2007 | Mount Lemmon  | Mount Lemmon Survey | —         | MPC                           |
| 371633     | 2007 AY18  | 13 jan 2007 | Socorro       | LINEAR              | —         | MPC                           |
| 371634     | 2007 AJ19  | 15 jan 2007 | Anderson Mesa | LONEOS              | —         | MPC                           |
| 371635     | 2007 BC2   | 16 jan 2007 | Catalina      | CSS                 | —         | MPC                           |
| 371636     | 2007 BL6   | 17 jan 2007 | Palomar       | NEAT                | —         | MPC                           |
| 371637     | 2007 BG8   | 24 jan 2007 | Mount Lemmon  | Mount Lemmon Survey | —         | MPC                           |
| 371638     | 2007 BR10  | 17 jan 2007 | Kitt Peak     | Spacewatch          | —         | MPC                           |
| 371639     | 2007 BW17  | 8 jan 2007  | Kitt Peak     | Spacewatch          | —         | MPC                           |
| 371640     | 2007 BW20  | 18 jan 2007 | Palomar       | NEAT                | —         | MPC                           |
| 371641     | 2007 BZ26  | 24 jan 2007 | Catalina      | CSS                 | —         | MPC                           |
| 371642     | 2007 BM27  | 24 jan 2007 | Catalina      | CSS                 | —         | MPC                           |
| 371643     | 2007 BL34  | 24 jan 2007 | Mount Lemmon  | Mount Lemmon Survey | —         | MPC                           |
| 371644     | 2007 BX42  | 24 jan 2007 | Mount Lemmon  | Mount Lemmon Survey | —         | MPC                           |
| 371645     | 2007 BL45  | 27 set 1994 | Kitt Peak     | Spacewatch          | —         | MPC                           |
| 371646     | 2007 BS54  | 24 jan 2007 | Socorro       | LINEAR              | —         | MPC                           |
| 371647     | 2007 BS55  | 24 jan 2007 | Socorro       | LINEAR              | —         | MPC                           |
| 371648     | 2007 BT63  | 10 jan 2007 | Mount Lemmon  | Mount Lemmon Survey | —         | MPC                           |
| 371649     | 2007 BT64  | 27 jan 2007 | Mount Lemmon  | Mount Lemmon Survey | —         | MPC                           |
| 371650     | 2007 BH67  | 27 jan 2007 | Mount Lemmon  | Mount Lemmon Survey | —         | MPC                           |
| 371651     | 2007 BW74  | 27 jan 2007 | Kitt Peak     | Spacewatch          | —         | MPC                           |
| 371652     | 2007 BV75  | 26 jan 2007 | Kitt Peak     | Spacewatch          | —         | MPC                           |
| 371653     | 2007 BZ77  | 27 jan 2007 | Mount Lemmon  | Mount Lemmon Survey | —         | MPC                           |
| 371654     | 2007 BK92  | 19 jan 2007 | Mauna Kea     | Mauna Kea Obs.      | —         | MPC                           |
| 371655     | 2007 BX99  | 17 jan 2007 | Kitt Peak     | Spacewatch          | —         | MPC                           |
| 371656     | 2007 CH1   | 6 fev 2007  | Kitt Peak     | Spacewatch          | —         | MPC                           |
| 371657     | 2007 CZ1   | 6 fev 2007  | Kitt Peak     | Spacewatch          | —         | MPC                           |
| 371658     | 2007 CA2   | 17 jan 2007 | Mount Lemmon  | Mount Lemmon Survey | —         | MPC                           |
| 371659     | 2007 CG3   | 24 jan 2007 | Catalina      | CSS                 | —         | MPC                           |
| 371660     | 2007 CN26  | 10 fev 2007 | Mount Lemmon  | Mount Lemmon Survey | —         | MPC                           |
| 371661     | 2007 CZ34  | 6 fev 2007  | Palomar       | NEAT                | Meliboea  | MPC                           |
| 371662     | 2007 CA37  | 6 fev 2007  | Mount Lemmon  | Mount Lemmon Survey | —         | MPC                           |
| 371663     | 2007 CD40  | 10 jan 2007 | Mount Lemmon  | Mount Lemmon Survey | —         | MPC                           |
| 371664     | 2007 CP41  | 7 fev 2007  | Kitt Peak     | Spacewatch          | —         | MPC                           |
| 371665     | 2007 CL47  | 9 fev 2007  | Kitt Peak     | Spacewatch          | —         | MPC                           |
| 371666     | 2007 CX49  | 10 fev 2007 | Mount Lemmon  | Mount Lemmon Survey | —         | MPC                           |
| 371667     | 2007 CH51  | 7 fev 2007  | Catalina      | CSS                 | Koronis   | MPC                           |
| 371668     | 2007 CO52  | 10 fev 2007 | Catalina      | CSS                 | —         | MPC                           |
| 371669     | 2007 CC56  | 13 fev 2007 | Socorro       | LINEAR              | —         | MPC                           |
| 371670     | 2007 CS57  | 21 nov 2006 | Mount Lemmon  | Mount Lemmon Survey | —         | MPC                           |
| 371671     | 2007 CY59  | 10 fev 2007 | Catalina      | CSS                 | —         | MPC                           |
| 371672     | 2007 CS63  | 15 fev 2007 | Catalina      | CSS                 | Phocaea   | MPC                           |
| 371673     | 2007 DY10  | 17 fev 2007 | Kitt Peak     | Spacewatch          | —         | MPC                           |
| 371674     | 2007 DR11  | 16 fev 2007 | Palomar       | NEAT                | —         | MPC                           |
| 371675     | 2007 DV11  | 16 fev 2007 | Mount Lemmon  | Mount Lemmon Survey | Juno      | MPC                           |
| 371676     | 2007 DU12  | 16 fev 2007 | Palomar       | NEAT                | —         | MPC                           |
| 371677     | 2007 DC13  | 16 fev 2007 | Palomar       | NEAT                | —         | MPC                           |
| 371678     | 2007 DO13  | 24 jan 2007 | Socorro       | LINEAR              | —         | MPC                           |
| 371679     | 2007 DF15  | 17 fev 2007 | Kitt Peak     | Spacewatch          | —         | MPC                           |
| 371680     | 2007 DG29  | 17 fev 2007 | Palomar       | NEAT                | —         | MPC                           |
| 371681     | 2007 DN29  | 27 jan 2007 | Mount Lemmon  | Mount Lemmon Survey | —         | MPC                           |
| 371682     | 2007 DE30  | 17 fev 2007 | Kitt Peak     | Spacewatch          | —         | MPC                           |
| 371683     | 2007 DP33  | 17 fev 2007 | Kitt Peak     | Spacewatch          | —         | MPC                           |
| 371684     | 2007 DT36  | 17 fev 2007 | Kitt Peak     | Spacewatch          | —         | MPC                           |
| 371685     | 2007 DK38  | 17 fev 2007 | Kitt Peak     | Spacewatch          | —         | MPC                           |
| 371686     | 2007 DB42  | 16 fev 2007 | Catalina      | CSS                 | —         | MPC                           |
| 371687     | 2007 DF53  | 19 fev 2007 | Mount Lemmon  | Mount Lemmon Survey | —         | MPC                           |
| 371688     | 2007 DQ56  | 21 fev 2007 | Mount Lemmon  | Mount Lemmon Survey | —         | MPC                           |
| 371689     | 2007 DT57  | 21 fev 2007 | Mount Lemmon  | Mount Lemmon Survey | —         | MPC                           |
| 371690     | 2007 DV57  | 21 fev 2007 | Mount Lemmon  | Mount Lemmon Survey | Eos       | MPC                           |
| 371691     | 2007 DD59  | 22 fev 2007 | Kitt Peak     | Spacewatch          | —         | MPC                           |
| 371692     | 2007 DZ59  | 13 fev 2007 | Socorro       | LINEAR              | —         | MPC                           |
| 371693     | 2007 DU68  | 21 fev 2007 | Kitt Peak     | Spacewatch          | —         | MPC                           |
| 371694     | 2007 DM85  | 21 fev 2007 | Socorro       | LINEAR              | Phocaea   | MPC                           |
| 371695     | 2007 DY85  | 28 jan 2007 | Mount Lemmon  | Mount Lemmon Survey | —         | MPC                           |
| 371696     | 2007 DJ90  | 23 fev 2007 | Kitt Peak     | Spacewatch          | —         | MPC                           |
| 371697     | 2007 DC109 | 25 fev 2007 | Mount Lemmon  | Mount Lemmon Survey | —         | MPC                           |
| 371698     | 2007 DD110 | 16 fev 2007 | Mount Lemmon  | Mount Lemmon Survey | —         | MPC                           |
| 371699     | 2007 DL110 | 17 fev 2007 | Mount Lemmon  | Mount Lemmon Survey | —         | MPC                           |
| 371700     | 2007 EZ4   | 9 mar 2007  | Palomar       | NEAT                | —         | MPC                           |

## 371701–371800
| Designação | Designação | Descoberta  | Descoberta        | Descobridor(es)       | Categoria | Mais informações / Referência |
| Permanente | Provisória | Data        | Local             | Descobridor(es)       | Categoria | Mais informações / Referência |
| ---------- | ---------- | ----------- | ----------------- | --------------------- | --------- | ----------------------------- |
| 371701     | 2007 ER6   | 21 fev 2007 | Mount Lemmon      | Mount Lemmon Survey   | —         | MPC                           |
| 371702     | 2007 EP15  | 9 mar 2007  | Kitt Peak         | Spacewatch            | —         | MPC                           |
| 371703     | 2007 EW20  | 10 mar 2007 | Kitt Peak         | Spacewatch            | —         | MPC                           |
| 371704     | 2007 EC21  | 10 mar 2007 | Kitt Peak         | Spacewatch            | —         | MPC                           |
| 371705     | 2007 EW27  | 9 mar 2007  | Catalina          | CSS                   | —         | MPC                           |
| 371706     | 2007 EK28  | 9 mar 2007  | Palomar           | NEAT                  | —         | MPC                           |
| 371707     | 2007 EK34  | 27 dez 2006 | Mount Lemmon      | Mount Lemmon Survey   | —         | MPC                           |
| 371708     | 2007 EE39  | 17 fev 2007 | Socorro           | LINEAR                | —         | MPC                           |
| 371709     | 2007 EF41  | 9 mar 2007  | Palomar           | NEAT                  | —         | MPC                           |
| 371710     | 2007 EO43  | 9 mar 2007  | Kitt Peak         | Spacewatch            | —         | MPC                           |
| 371711     | 2007 EE45  | 9 mar 2007  | Kitt Peak         | Spacewatch            | —         | MPC                           |
| 371712     | 2007 EQ45  | 9 mar 2007  | Kitt Peak         | Spacewatch            | —         | MPC                           |
| 371713     | 2007 EJ46  | 9 mar 2007  | Mount Lemmon      | Mount Lemmon Survey   | —         | MPC                           |
| 371714     | 2007 EZ48  | 9 mar 2007  | Kitt Peak         | Spacewatch            | —         | MPC                           |
| 371715     | 2007 EY55  | 12 mar 2007 | Mount Lemmon      | Mount Lemmon Survey   | —         | MPC                           |
| 371716     | 2007 EL57  | 17 fev 2007 | Kitt Peak         | Spacewatch            | —         | MPC                           |
| 371717     | 2007 EE63  | 17 fev 2007 | Kitt Peak         | Spacewatch            | —         | MPC                           |
| 371718     | 2007 ED69  | 10 mar 2007 | Kitt Peak         | Spacewatch            | —         | MPC                           |
| 371719     | 2007 ET74  | 10 mar 2007 | Kitt Peak         | Spacewatch            | —         | MPC                           |
| 371720     | 2007 EU78  | 17 fev 2007 | Catalina          | CSS                   | —         | MPC                           |
| 371721     | 2007 EA84  | 12 mar 2007 | Mount Lemmon      | Mount Lemmon Survey   | —         | MPC                           |
| 371722     | 2007 ED84  | 12 mar 2007 | Mount Lemmon      | Mount Lemmon Survey   | —         | MPC                           |
| 371723     | 2007 EY85  | 12 mar 2007 | Mount Lemmon      | Mount Lemmon Survey   | —         | MPC                           |
| 371724     | 2007 EZ85  | 12 mar 2007 | Mount Lemmon      | Mount Lemmon Survey   | —         | MPC                           |
| 371725     | 2007 EZ87  | 13 mar 2007 | Saint-Sulpice     | B. Christophe         | —         | MPC                           |
| 371726     | 2007 EU99  | 11 mar 2007 | Kitt Peak         | Spacewatch            | —         | MPC                           |
| 371727     | 2007 EG101 | 11 mar 2007 | Kitt Peak         | Spacewatch            | —         | MPC                           |
| 371728     | 2007 EB105 | 11 mar 2007 | Mount Lemmon      | Mount Lemmon Survey   | —         | MPC                           |
| 371729     | 2007 EN106 | 11 mar 2007 | Anderson Mesa     | LONEOS                | —         | MPC                           |
| 371730     | 2007 EU126 | 9 mar 2007  | Mount Lemmon      | Mount Lemmon Survey   | —         | MPC                           |
| 371731     | 2007 EN127 | 9 mar 2007  | Mount Lemmon      | Mount Lemmon Survey   | —         | MPC                           |
| 371732     | 2007 EZ130 | 9 mar 2007  | Mount Lemmon      | Mount Lemmon Survey   | —         | MPC                           |
| 371733     | 2007 EE137 | 9 fev 2007  | Kitt Peak         | Spacewatch            | —         | MPC                           |
| 371734     | 2007 EQ139 | 12 mar 2007 | Kitt Peak         | Spacewatch            | —         | MPC                           |
| 371735     | 2007 EM149 | 12 mar 2007 | Mount Lemmon      | Mount Lemmon Survey   | —         | MPC                           |
| 371736     | 2007 EJ150 | 12 mar 2007 | Mount Lemmon      | Mount Lemmon Survey   | —         | MPC                           |
| 371737     | 2007 EO156 | 12 mar 2007 | Kitt Peak         | Spacewatch            | —         | MPC                           |
| 371738     | 2007 EE157 | 13 mar 2007 | Kitt Peak         | Spacewatch            | —         | MPC                           |
| 371739     | 2007 ET166 | 11 mar 2007 | Mount Lemmon      | Mount Lemmon Survey   | —         | MPC                           |
| 371740     | 2007 EL171 | 13 mar 2007 | Črni Vrh          | Črni Vrh              | —         | MPC                           |
| 371741     | 2007 ET171 | 11 mar 2007 | Kitt Peak         | Spacewatch            | —         | MPC                           |
| 371742     | 2007 EQ190 | 23 fev 2007 | Kitt Peak         | Spacewatch            | —         | MPC                           |
| 371743     | 2007 EL192 | 14 mar 2007 | Kitt Peak         | Spacewatch            | —         | MPC                           |
| 371744     | 2007 EG195 | 15 mar 2007 | Kitt Peak         | Spacewatch            | —         | MPC                           |
| 371745     | 2007 EZ203 | 10 mar 2007 | Mount Lemmon      | Mount Lemmon Survey   | —         | MPC                           |
| 371746     | 2007 EH217 | 10 mar 2007 | Mount Lemmon      | Mount Lemmon Survey   | —         | MPC                           |
| 371747     | 2007 EU217 | 13 mar 2007 | Kitt Peak         | Spacewatch            | —         | MPC                           |
| 371748     | 2007 EQ218 | 10 mar 2007 | Palomar           | NEAT                  | Juno      | MPC                           |
| 371749     | 2007 EY218 | 12 mar 2007 | Catalina          | CSS                   | —         | MPC                           |
| 371750     | 2007 EM223 | 14 mar 2007 | Mount Lemmon      | Mount Lemmon Survey   | —         | MPC                           |
| 371751     | 2007 FX1   | 18 mar 2007 | Pla D'Arguines    | R. Ferrando           | —         | MPC                           |
| 371752     | 2007 FZ16  | 20 mar 2007 | Mount Lemmon      | Mount Lemmon Survey   | —         | MPC                           |
| 371753     | 2007 FU21  | 22 fev 2007 | Kitt Peak         | Spacewatch            | —         | MPC                           |
| 371754     | 2007 FZ24  | 20 mar 2007 | Kitt Peak         | Spacewatch            | —         | MPC                           |
| 371755     | 2007 FL26  | 20 mar 2007 | Kitt Peak         | Spacewatch            | —         | MPC                           |
| 371756     | 2007 FM34  | 25 mar 2007 | Altschwendt       | W. Ries               | —         | MPC                           |
| 371757     | 2007 FK37  | 26 mar 2007 | Mount Lemmon      | Mount Lemmon Survey   | —         | MPC                           |
| 371758     | 2007 FQ40  | 20 mar 2007 | Mount Lemmon      | Mount Lemmon Survey   | —         | MPC                           |
| 371759     | 2007 FH47  | 26 mar 2007 | Mount Lemmon      | Mount Lemmon Survey   | —         | MPC                           |
| 371760     | 2007 GB14  | 11 abr 2007 | Kitt Peak         | Spacewatch            | —         | MPC                           |
| 371761     | 2007 GU25  | 14 abr 2007 | Kitt Peak         | Spacewatch            | —         | MPC                           |
| 371762     | 2007 GU26  | 14 abr 2007 | Kitt Peak         | Spacewatch            | —         | MPC                           |
| 371763     | 2007 GM33  | 11 abr 2007 | Mount Lemmon      | Mount Lemmon Survey   | —         | MPC                           |
| 371764     | 2007 GC49  | 14 abr 2007 | Kitt Peak         | Spacewatch            | —         | MPC                           |
| 371765     | 2007 GH51  | 7 abr 2007  | Catalina          | CSS                   | Juno      | MPC                           |
| 371766     | 2007 GQ53  | 22 set 2004 | Kitt Peak         | Spacewatch            | —         | MPC                           |
| 371767     | 2007 GE61  | 15 abr 2007 | Kitt Peak         | Spacewatch            | —         | MPC                           |
| 371768     | 2007 GH62  | 15 abr 2007 | Kitt Peak         | Spacewatch            | —         | MPC                           |
| 371769     | 2007 HD3   | 16 abr 2007 | Mount Lemmon      | Mount Lemmon Survey   | —         | MPC                           |
| 371770     | 2007 HA10  | 18 abr 2007 | Mount Lemmon      | Mount Lemmon Survey   | —         | MPC                           |
| 371771     | 2007 HF18  | 18 mar 2007 | Kitt Peak         | Spacewatch            | —         | MPC                           |
| 371772     | 2007 HE20  | 14 abr 2007 | Kitt Peak         | Spacewatch            | —         | MPC                           |
| 371773     | 2007 HA24  | 18 abr 2007 | Kitt Peak         | Spacewatch            | —         | MPC                           |
| 371774     | 2007 HH34  | 15 abr 2007 | Kitt Peak         | Spacewatch            | —         | MPC                           |
| 371775     | 2007 HN36  | 19 abr 2007 | Kitt Peak         | Spacewatch            | —         | MPC                           |
| 371776     | 2007 HM38  | 20 abr 2007 | Mount Lemmon      | Mount Lemmon Survey   | —         | MPC                           |
| 371777     | 2007 HL44  | 24 abr 2007 | Tiki              | S. F. Hönig, N. Teamo | —         | MPC                           |
| 371778     | 2007 HU70  | 19 abr 2007 | Kitt Peak         | Spacewatch            | —         | MPC                           |
| 371779     | 2007 HH76  | 22 abr 2007 | Kitt Peak         | Spacewatch            | Maria     | MPC                           |
| 371780     | 2007 JV6   | 19 abr 2007 | Kitt Peak         | Spacewatch            | —         | MPC                           |
| 371781     | 2007 JB15  | 10 mai 2007 | Mount Lemmon      | Mount Lemmon Survey   | —         | MPC                           |
| 371782     | 2007 KN5   | 24 mai 2007 | Mount Lemmon      | Mount Lemmon Survey   | —         | MPC                           |
| 371783     | 2007 LK5   | 9 jun 2007  | Kitt Peak         | Spacewatch            | —         | MPC                           |
| 371784     | 2007 LZ28  | 15 jun 2007 | Kitt Peak         | Spacewatch            | —         | MPC                           |
| 371785     | 2007 LQ35  | 25 abr 2007 | Mount Lemmon      | Mount Lemmon Survey   | —         | MPC                           |
| 371786     | 2007 MO4   | 17 jun 2007 | Kitt Peak         | Spacewatch            | —         | MPC                           |
| 371787     | 2007 MM16  | 22 jun 2007 | Kitt Peak         | Spacewatch            | —         | MPC                           |
| 371788     | 2007 NS    | 9 jul 2007  | Eskridge          | G. Hug                | Brangane  | MPC                           |
| 371789     | 2007 OE3   | 21 jul 2007 | Wrightwood        | J. W. Young           | —         | MPC                           |
| 371790     | 2007 ON3   | 21 jul 2007 | Tiki              | S. F. Hönig, N. Teamo | —         | MPC                           |
| 371791     | 2007 OC6   | 22 jul 2007 | Lulin Observatory | LUSS                  | —         | MPC                           |
| 371792     | 2007 PP1   | 5 ago 2007  | Črni Vrh          | Črni Vrh              | —         | MPC                           |
| 371793     | 2007 PG12  | 10 ago 2007 | Tiki              | S. F. Hönig, N. Teamo | —         | MPC                           |
| 371794     | 2007 PY13  | 8 ago 2007  | Socorro           | LINEAR                | —         | MPC                           |
| 371795     | 2007 PS35  | 11 ago 2007 | Socorro           | LINEAR                | —         | MPC                           |
| 371796     | 2007 QE12  | 16 ago 2007 | Socorro           | LINEAR                | —         | MPC                           |
| 371797     | 2007 QQ12  | 21 ago 2007 | Siding Spring     | SSS                   | —         | MPC                           |
| 371798     | 2007 RD4   | 3 set 2007  | Catalina          | CSS                   | —         | MPC                           |
| 371799     | 2007 RB16  | 12 set 2007 | Gaisberg          | R. Gierlinger         | —         | MPC                           |
| 371800     | 2007 RN22  | 3 set 2007  | Catalina          | CSS                   | —         | MPC                           |

## 371801–371900
| Designação | Designação | Descoberta  | Descoberta    | Descobridor(es)        | Categoria | Mais informações / Referência |
| Permanente | Provisória | Data        | Local         | Descobridor(es)        | Categoria | Mais informações / Referência |
| ---------- | ---------- | ----------- | ------------- | ---------------------- | --------- | ----------------------------- |
| 371801     | 2007 RE36  | 8 set 2007  | Anderson Mesa | LONEOS                 | —         | MPC                           |
| 371802     | 2007 RJ51  | 9 set 2007  | Kitt Peak     | Spacewatch             | —         | MPC                           |
| 371803     | 2007 RR57  | 9 set 2007  | Kitt Peak     | Spacewatch             | —         | MPC                           |
| 371804     | 2007 RS68  | 10 set 2007 | Kitt Peak     | Spacewatch             | —         | MPC                           |
| 371805     | 2007 RW149 | 12 set 2007 | Siding Spring | SSS                    | —         | MPC                           |
| 371806     | 2007 RQ162 | 10 set 2007 | Kitt Peak     | Spacewatch             | Ursula    | MPC                           |
| 371807     | 2007 RE190 | 11 set 2007 | Catalina      | CSS                    | —         | MPC                           |
| 371808     | 2007 RD289 | 10 set 2007 | Mount Lemmon  | Mount Lemmon Survey    | —         | MPC                           |
| 371809     | 2007 RG308 | 11 set 2007 | Kitt Peak     | Spacewatch             | —         | MPC                           |
| 371810     | 2007 RR308 | 24 ago 2007 | Kitt Peak     | Spacewatch             | —         | MPC                           |
| 371811     | 2007 TZ36  | 4 out 2007  | Mount Lemmon  | Mount Lemmon Survey    | —         | MPC                           |
| 371812     | 2007 TA60  | 5 out 2007  | Kitt Peak     | Spacewatch             | —         | MPC                           |
| 371813     | 2007 TQ62  | 7 out 2007  | Mount Lemmon  | Mount Lemmon Survey    | —         | MPC                           |
| 371814     | 2007 TD65  | 7 out 2007  | Mount Lemmon  | Mount Lemmon Survey    | —         | MPC                           |
| 371815     | 2007 TQ144 | 6 out 2007  | Socorro       | LINEAR                 | —         | MPC                           |
| 371816     | 2007 TD232 | 8 out 2007  | Kitt Peak     | Spacewatch             | —         | MPC                           |
| 371817     | 2007 TV337 | 13 out 2007 | Catalina      | CSS                    | —         | MPC                           |
| 371818     | 2007 TY349 | 16 ago 2007 | XuYi          | PMO NEO                | —         | MPC                           |
| 371819     | 2007 TN356 | 9 set 2007  | Kitt Peak     | Spacewatch             | —         | MPC                           |
| 371820     | 2007 UW    | 16 out 2007 | Mount Lemmon  | Mount Lemmon Survey    | —         | MPC                           |
| 371821     | 2007 UJ12  | 19 out 2007 | Mount Lemmon  | Mount Lemmon Survey    | —         | MPC                           |
| 371822     | 2007 UD43  | 6 mai 2006  | Mount Lemmon  | Mount Lemmon Survey    | —         | MPC                           |
| 371823     | 2007 UY49  | 24 out 2007 | Mount Lemmon  | Mount Lemmon Survey    | —         | MPC                           |
| 371824     | 2007 UJ108 | 11 out 2007 | Kitt Peak     | Spacewatch             | —         | MPC                           |
| 371825     | 2007 UO132 | 20 out 2007 | Mount Lemmon  | Mount Lemmon Survey    | —         | MPC                           |
| 371826     | 2007 US132 | 20 out 2007 | Mount Lemmon  | Mount Lemmon Survey    | —         | MPC                           |
| 371827     | 2007 UZ132 | 20 out 2007 | Mount Lemmon  | Mount Lemmon Survey    | —         | MPC                           |
| 371828     | 2007 VC5   | 3 nov 2007  | Dauban        | Chante-Perdrix Obs.    | —         | MPC                           |
| 371829     | 2007 VF6   | 3 nov 2007  | Mount Lemmon  | Mount Lemmon Survey    | —         | MPC                           |
| 371830     | 2007 VS62  | 1 nov 2007  | Kitt Peak     | Spacewatch             | —         | MPC                           |
| 371831     | 2007 VD98  | 1 nov 2007  | Kitt Peak     | Spacewatch             | —         | MPC                           |
| 371832     | 2007 VJ230 | 7 nov 2007  | Kitt Peak     | Spacewatch             | —         | MPC                           |
| 371833     | 2007 VU235 | 11 nov 2007 | Mount Lemmon  | Mount Lemmon Survey    | —         | MPC                           |
| 371834     | 2007 VR245 | 8 nov 2007  | Catalina      | CSS                    | —         | MPC                           |
| 371835     | 2007 VW314 | 2 nov 2007  | Kitt Peak     | Spacewatch             | —         | MPC                           |
| 371836     | 2007 VE317 | 11 nov 2007 | Mount Lemmon  | Mount Lemmon Survey    | —         | MPC                           |
| 371837     | 2007 VM318 | 7 nov 2007  | Kitt Peak     | Spacewatch             | Juno      | MPC                           |
| 371838     | 2007 VW324 | 8 nov 2007  | Kitt Peak     | Spacewatch             | —         | MPC                           |
| 371839     | 2007 VU334 | 14 nov 2007 | Kitt Peak     | Spacewatch             | —         | MPC                           |
| 371840     | 2007 VE335 | 14 nov 2007 | Kitt Peak     | Spacewatch             | —         | MPC                           |
| 371841     | 2007 WK27  | 3 nov 2007  | Kitt Peak     | Spacewatch             | —         | MPC                           |
| 371842     | 2007 WH58  | 18 nov 2007 | Mount Lemmon  | Mount Lemmon Survey    | —         | MPC                           |
| 371843     | 2007 XX25  | 15 dez 2007 | Dauban        | Chante-Perdrix Obs.    | —         | MPC                           |
| 371844     | 2007 XA30  | 15 dez 2007 | Catalina      | CSS                    | —         | MPC                           |
| 371845     | 2007 XC50  | 15 dez 2007 | Kitt Peak     | Spacewatch             | —         | MPC                           |
| 371846     | 2007 YT11  | 17 dez 2007 | Mount Lemmon  | Mount Lemmon Survey    | —         | MPC                           |
| 371847     | 2007 YQ14  | 17 dez 2007 | Mount Lemmon  | Mount Lemmon Survey    | —         | MPC                           |
| 371848     | 2007 YU34  | 28 dez 2007 | Kitt Peak     | Spacewatch             | —         | MPC                           |
| 371849     | 2007 YE38  | 30 dez 2007 | Mount Lemmon  | Mount Lemmon Survey    | —         | MPC                           |
| 371850     | 2007 YV48  | 28 dez 2007 | Kitt Peak     | Spacewatch             | —         | MPC                           |
| 371851     | 2007 YK63  | 31 dez 2007 | Kitt Peak     | Spacewatch             | —         | MPC                           |
| 371852     | 2007 YP74  | 17 dez 2007 | Mount Lemmon  | Mount Lemmon Survey    | —         | MPC                           |
| 371853     | 2008 AD20  | 10 jan 2008 | Catalina      | CSS                    | —         | MPC                           |
| 371854     | 2008 AE20  | 10 jan 2008 | Catalina      | CSS                    | —         | MPC                           |
| 371855     | 2008 AA29  | 5 jan 2008  | Mayhill       | W. G. Dillon, D. Wells | —         | MPC                           |
| 371856     | 2008 AP64  | 10 jan 2008 | Catalina      | CSS                    | —         | MPC                           |
| 371857     | 2008 AE75  | 11 jan 2008 | Kitt Peak     | Spacewatch             | —         | MPC                           |
| 371858     | 2008 AQ98  | 1 jan 2008  | Kitt Peak     | Spacewatch             | —         | MPC                           |
| 371859     | 2008 AJ111 | 15 dez 2007 | Mount Lemmon  | Mount Lemmon Survey    | —         | MPC                           |
| 371860     | 2008 BX7   | 19 dez 2007 | Mount Lemmon  | Mount Lemmon Survey    | —         | MPC                           |
| 371861     | 2008 BN19  | 31 dez 2007 | Kitt Peak     | Spacewatch             | —         | MPC                           |
| 371862     | 2008 BX24  | 30 jan 2008 | Kitt Peak     | Spacewatch             | —         | MPC                           |
| 371863     | 2008 BN26  | 31 dez 2007 | Mount Lemmon  | Mount Lemmon Survey    | —         | MPC                           |
| 371864     | 2008 BZ37  | 31 jan 2008 | Mount Lemmon  | Mount Lemmon Survey    | —         | MPC                           |
| 371865     | 2008 BN47  | 30 jan 2008 | Mount Lemmon  | Mount Lemmon Survey    | —         | MPC                           |
| 371866     | 2008 CQ4   | 2 fev 2008  | Mount Lemmon  | Mount Lemmon Survey    | —         | MPC                           |
| 371867     | 2008 CO21  | 31 dez 2007 | Kitt Peak     | Spacewatch             | —         | MPC                           |
| 371868     | 2008 CQ21  | 7 fev 2008  | Taunus        | E. Schwab, U. Zimmer   | —         | MPC                           |
| 371869     | 2008 CJ24  | 14 dez 2007 | Mount Lemmon  | Mount Lemmon Survey    | —         | MPC                           |
| 371870     | 2008 CP24  | 1 fev 2008  | Kitt Peak     | Spacewatch             | —         | MPC                           |
| 371871     | 2008 CQ24  | 1 fev 2008  | Kitt Peak     | Spacewatch             | —         | MPC                           |
| 371872     | 2008 CW24  | 1 fev 2008  | Kitt Peak     | Spacewatch             | —         | MPC                           |
| 371873     | 2008 CZ29  | 19 jan 2008 | Kitt Peak     | Spacewatch             | —         | MPC                           |
| 371874     | 2008 CN30  | 2 fev 2008  | Kitt Peak     | Spacewatch             | —         | MPC                           |
| 371875     | 2008 CX33  | 2 fev 2008  | Kitt Peak     | Spacewatch             | —         | MPC                           |
| 371876     | 2008 CU34  | 2 fev 2008  | Kitt Peak     | Spacewatch             | —         | MPC                           |
| 371877     | 2008 CJ35  | 2 fev 2008  | Kitt Peak     | Spacewatch             | —         | MPC                           |
| 371878     | 2008 CF36  | 2 fev 2008  | Kitt Peak     | Spacewatch             | Juno      | MPC                           |
| 371879     | 2008 CR40  | 2 fev 2008  | Kitt Peak     | Spacewatch             | —         | MPC                           |
| 371880     | 2008 CQ47  | 3 fev 2008  | Kitt Peak     | Spacewatch             | —         | MPC                           |
| 371881     | 2008 CW49  | 6 fev 2008  | Catalina      | CSS                    | —         | MPC                           |
| 371882     | 2008 CR53  | 7 fev 2008  | Mount Lemmon  | Mount Lemmon Survey    | —         | MPC                           |
| 371883     | 2008 CC54  | 7 fev 2008  | Catalina      | CSS                    | —         | MPC                           |
| 371884     | 2008 CE56  | 12 jan 2008 | Kitt Peak     | Spacewatch             | —         | MPC                           |
| 371885     | 2008 CG68  | 2 fev 2008  | Socorro       | LINEAR                 | —         | MPC                           |
| 371886     | 2008 CM68  | 18 nov 2007 | Mount Lemmon  | Mount Lemmon Survey    | —         | MPC                           |
| 371887     | 2008 CE74  | 31 dez 2007 | Mount Lemmon  | Mount Lemmon Survey    | —         | MPC                           |
| 371888     | 2008 CY75  | 3 fev 2008  | Kitt Peak     | Spacewatch             | —         | MPC                           |
| 371889     | 2008 CH82  | 7 fev 2008  | Kitt Peak     | Spacewatch             | —         | MPC                           |
| 371890     | 2008 CH87  | 7 fev 2008  | Mount Lemmon  | Mount Lemmon Survey    | —         | MPC                           |
| 371891     | 2008 CQ87  | 12 abr 1994 | Kitt Peak     | Spacewatch             | —         | MPC                           |
| 371892     | 2008 CL91  | 8 fev 2008  | Kitt Peak     | Spacewatch             | Mitidika  | MPC                           |
| 371893     | 2008 CD110 | 9 fev 2008  | Kitt Peak     | Spacewatch             | —         | MPC                           |
| 371894     | 2008 CT122 | 7 fev 2008  | Mount Lemmon  | Mount Lemmon Survey    | —         | MPC                           |
| 371895     | 2008 CB123 | 7 fev 2008  | Mount Lemmon  | Mount Lemmon Survey    | Mitidika  | MPC                           |
| 371896     | 2008 CF130 | 31 dez 2007 | Mount Lemmon  | Mount Lemmon Survey    | —         | MPC                           |
| 371897     | 2008 CF133 | 8 fev 2008  | Kitt Peak     | Spacewatch             | —         | MPC                           |
| 371898     | 2008 CR133 | 8 fev 2008  | Kitt Peak     | Spacewatch             | —         | MPC                           |
| 371899     | 2008 CL142 | 10 jan 2008 | Mount Lemmon  | Mount Lemmon Survey    | —         | MPC                           |
| 371900     | 2008 CP142 | 8 fev 2008  | Kitt Peak     | Spacewatch             | —         | MPC                           |

## 371901–372000
| Designação | Designação | Descoberta  | Descoberta       | Descobridor(es)     | Categoria | Mais informações / Referência |
| Permanente | Provisória | Data        | Local            | Descobridor(es)     | Categoria | Mais informações / Referência |
| ---------- | ---------- | ----------- | ---------------- | ------------------- | --------- | ----------------------------- |
| 371901     | 2008 CY147 | 9 fev 2008  | Kitt Peak        | Spacewatch          | —         | MPC                           |
| 371902     | 2008 CF150 | 9 fev 2008  | Kitt Peak        | Spacewatch          | —         | MPC                           |
| 371903     | 2008 CM175 | 6 fev 2008  | Socorro          | LINEAR              | —         | MPC                           |
| 371904     | 2008 CG183 | 11 fev 2008 | Mount Lemmon     | Mount Lemmon Survey | —         | MPC                           |
| 371905     | 2008 CK198 | 12 fev 2008 | Kitt Peak        | Spacewatch          | —         | MPC                           |
| 371906     | 2008 CT201 | 8 fev 2008  | Kitt Peak        | Spacewatch          | —         | MPC                           |
| 371907     | 2008 CC213 | 9 fev 2008  | Mount Lemmon     | Mount Lemmon Survey | —         | MPC                           |
| 371908     | 2008 DD16  | 27 fev 2008 | Catalina         | CSS                 | —         | MPC                           |
| 371909     | 2008 DK22  | 28 fev 2008 | Catalina         | CSS                 | —         | MPC                           |
| 371910     | 2008 DO32  | 11 jan 2008 | Mount Lemmon     | Mount Lemmon Survey | Mitidika  | MPC                           |
| 371911     | 2008 DB47  | 28 fev 2008 | Kitt Peak        | Spacewatch          | —         | MPC                           |
| 371912     | 2008 DG55  | 26 fev 2008 | Kitt Peak        | Spacewatch          | —         | MPC                           |
| 371913     | 2008 DQ58  | 26 fev 2008 | Kitt Peak        | Spacewatch          | —         | MPC                           |
| 371914     | 2008 DS58  | 26 fev 2008 | Kitt Peak        | Spacewatch          | —         | MPC                           |
| 371915     | 2008 DZ71  | 26 fev 2008 | Kitt Peak        | Spacewatch          | —         | MPC                           |
| 371916     | 2008 DQ72  | 8 fev 2008  | Kitt Peak        | Spacewatch          | —         | MPC                           |
| 371917     | 2008 DW81  | 28 fev 2008 | Kitt Peak        | Spacewatch          | —         | MPC                           |
| 371918     | 2008 DX81  | 28 fev 2008 | Kitt Peak        | Spacewatch          | —         | MPC                           |
| 371919     | 2008 DK83  | 29 fev 2008 | Kitt Peak        | Spacewatch          | —         | MPC                           |
| 371920     | 2008 DN88  | 18 fev 2008 | Mount Lemmon     | Mount Lemmon Survey | —         | MPC                           |
| 371921     | 2008 EZ    | 1 mar 2008  | Kitt Peak        | Spacewatch          | —         | MPC                           |
| 371922     | 2008 EE7   | 5 mar 2008  | Altschwendt      | W. Ries             | —         | MPC                           |
| 371923     | 2008 EY10  | 1 mar 2008  | Kitt Peak        | Spacewatch          | —         | MPC                           |
| 371924     | 2008 EE13  | 10 fev 2008 | Kitt Peak        | Spacewatch          | —         | MPC                           |
| 371925     | 2008 ET13  | 1 mar 2008  | Kitt Peak        | Spacewatch          | —         | MPC                           |
| 371926     | 2008 EL17  | 1 mar 2008  | Kitt Peak        | Spacewatch          | —         | MPC                           |
| 371927     | 2008 EE19  | 1 jan 2008  | Kitt Peak        | Spacewatch          | —         | MPC                           |
| 371928     | 2008 EX25  | 8 fev 2008  | Mount Lemmon     | Mount Lemmon Survey | —         | MPC                           |
| 371929     | 2008 EV59  | 8 mar 2008  | Catalina         | CSS                 | —         | MPC                           |
| 371930     | 2008 EN64  | 1 mar 2008  | Kitt Peak        | Spacewatch          | —         | MPC                           |
| 371931     | 2008 EH70  | 11 fev 2008 | Mount Lemmon     | Mount Lemmon Survey | —         | MPC                           |
| 371932     | 2008 ES70  | 5 mar 2008  | Mount Lemmon     | Mount Lemmon Survey | —         | MPC                           |
| 371933     | 2008 EQ75  | 7 mar 2008  | Kitt Peak        | Spacewatch          | —         | MPC                           |
| 371934     | 2008 ET75  | 28 fev 2008 | Kitt Peak        | Spacewatch          | —         | MPC                           |
| 371935     | 2008 EV78  | 8 mar 2008  | Mount Lemmon     | Mount Lemmon Survey | —         | MPC                           |
| 371936     | 2008 ED79  | 8 mar 2008  | Catalina         | CSS                 | —         | MPC                           |
| 371937     | 2008 EH104 | 6 mar 2008  | Mount Lemmon     | Mount Lemmon Survey | —         | MPC                           |
| 371938     | 2008 EX108 | 7 mar 2008  | Mount Lemmon     | Mount Lemmon Survey | —         | MPC                           |
| 371939     | 2008 EL121 | 9 mar 2008  | Kitt Peak        | Spacewatch          | Mitidika  | MPC                           |
| 371940     | 2008 ET127 | 11 mar 2008 | Kitt Peak        | Spacewatch          | —         | MPC                           |
| 371941     | 2008 ET129 | 8 fev 2008  | Mount Lemmon     | Mount Lemmon Survey | —         | MPC                           |
| 371942     | 2008 EO138 | 11 mar 2008 | Mount Lemmon     | Mount Lemmon Survey | —         | MPC                           |
| 371943     | 2008 EZ138 | 11 mar 2008 | Kitt Peak        | Spacewatch          | Eos       | MPC                           |
| 371944     | 2008 EW140 | 27 fev 2008 | Kitt Peak        | Spacewatch          | Phocaea   | MPC                           |
| 371945     | 2008 EV142 | 28 fev 2008 | Kitt Peak        | Spacewatch          | —         | MPC                           |
| 371946     | 2008 EU148 | 2 mar 2008  | Kitt Peak        | Spacewatch          | —         | MPC                           |
| 371947     | 2008 ET149 | 5 mar 2008  | Kitt Peak        | Spacewatch          | —         | MPC                           |
| 371948     | 2008 EW166 | 6 mar 2008  | Mount Lemmon     | Mount Lemmon Survey | —         | MPC                           |
| 371949     | 2008 FB3   | 25 mar 2008 | Kitt Peak        | Spacewatch          | —         | MPC                           |
| 371950     | 2008 FB7   | 30 mar 2008 | Grove Creek      | F. Tozzi            | —         | MPC                           |
| 371951     | 2008 FX19  | 27 fev 2008 | Mount Lemmon     | Mount Lemmon Survey | —         | MPC                           |
| 371952     | 2008 FK26  | 27 mar 2008 | Kitt Peak        | Spacewatch          | —         | MPC                           |
| 371953     | 2008 FG34  | 28 mar 2008 | Mount Lemmon     | Mount Lemmon Survey | —         | MPC                           |
| 371954     | 2008 FY37  | 28 mar 2008 | Kitt Peak        | Spacewatch          | —         | MPC                           |
| 371955     | 2008 FY38  | 28 mar 2008 | Kitt Peak        | Spacewatch          | —         | MPC                           |
| 371956     | 2008 FA39  | 28 mar 2008 | Kitt Peak        | Spacewatch          | —         | MPC                           |
| 371957     | 2008 FQ43  | 28 mar 2008 | Mount Lemmon     | Mount Lemmon Survey | —         | MPC                           |
| 371958     | 2008 FX49  | 28 mar 2008 | Mount Lemmon     | Mount Lemmon Survey | —         | MPC                           |
| 371959     | 2008 FT50  | 28 mar 2008 | Kitt Peak        | Spacewatch          | —         | MPC                           |
| 371960     | 2008 FM51  | 1 out 2005  | Kitt Peak        | Spacewatch          | —         | MPC                           |
| 371961     | 2008 FQ58  | 28 mar 2008 | Mount Lemmon     | Mount Lemmon Survey | —         | MPC                           |
| 371962     | 2008 FQ83  | 28 mar 2008 | Kitt Peak        | Spacewatch          | —         | MPC                           |
| 371963     | 2008 FX97  | 30 mar 2008 | Kitt Peak        | Spacewatch          | —         | MPC                           |
| 371964     | 2008 FE101 | 30 mar 2008 | Kitt Peak        | Spacewatch          | —         | MPC                           |
| 371965     | 2008 FV102 | 30 mar 2008 | Kitt Peak        | Spacewatch          | —         | MPC                           |
| 371966     | 2008 FV116 | 31 mar 2008 | Kitt Peak        | Spacewatch          | —         | MPC                           |
| 371967     | 2008 FV125 | 31 mar 2008 | Mount Lemmon     | Mount Lemmon Survey | —         | MPC                           |
| 371968     | 2008 FM126 | 29 mar 2008 | Kitt Peak        | Spacewatch          | —         | MPC                           |
| 371969     | 2008 FV128 | 29 mar 2008 | Kitt Peak        | Spacewatch          | —         | MPC                           |
| 371970     | 2008 FV132 | 29 mar 2008 | Kitt Peak        | Spacewatch          | —         | MPC                           |
| 371971     | 2008 FQ134 | 30 mar 2008 | Kitt Peak        | Spacewatch          | —         | MPC                           |
| 371972     | 2008 FQ135 | 31 mar 2008 | Mount Lemmon     | Mount Lemmon Survey | Phocaea   | MPC                           |
| 371973     | 2008 GE1   | 4 abr 2008  | Mount Lemmon     | Mount Lemmon Survey | —         | MPC                           |
| 371974     | 2008 GO12  | 11 jan 2008 | Mount Lemmon     | Mount Lemmon Survey | —         | MPC                           |
| 371975     | 2008 GK14  | 11 mar 2008 | Kitt Peak        | Spacewatch          | —         | MPC                           |
| 371976     | 2008 GW38  | 3 abr 2008  | Mount Lemmon     | Mount Lemmon Survey | —         | MPC                           |
| 371977     | 2008 GN40  | 4 abr 2008  | Kitt Peak        | Spacewatch          | —         | MPC                           |
| 371978     | 2008 GC52  | 5 abr 2008  | Mount Lemmon     | Mount Lemmon Survey | —         | MPC                           |
| 371979     | 2008 GR66  | 6 abr 2008  | Kitt Peak        | Spacewatch          | —         | MPC                           |
| 371980     | 2008 GO68  | 10 fev 2008 | Mount Lemmon     | Mount Lemmon Survey | —         | MPC                           |
| 371981     | 2008 GY76  | 10 fev 2007 | Mount Lemmon     | Mount Lemmon Survey | —         | MPC                           |
| 371982     | 2008 GK93  | 6 abr 2008  | Catalina         | CSS                 | —         | MPC                           |
| 371983     | 2008 GH95  | 8 abr 2008  | Kitt Peak        | Spacewatch          | —         | MPC                           |
| 371984     | 2008 GY95  | 8 abr 2008  | Kitt Peak        | Spacewatch          | —         | MPC                           |
| 371985     | 2008 GL100 | 9 abr 2008  | Kitt Peak        | Spacewatch          | —         | MPC                           |
| 371986     | 2008 GZ103 | 11 abr 2008 | Kitt Peak        | Spacewatch          | —         | MPC                           |
| 371987     | 2008 GM104 | 4 mar 2008  | Mount Lemmon     | Mount Lemmon Survey | —         | MPC                           |
| 371988     | 2008 GO110 | 20 dez 2007 | Mount Lemmon     | Mount Lemmon Survey | —         | MPC                           |
| 371989     | 2008 GW111 | 11 abr 2008 | Socorro          | LINEAR              | —         | MPC                           |
| 371990     | 2008 GF129 | 14 abr 2004 | Kitt Peak        | Spacewatch          | —         | MPC                           |
| 371991     | 2008 GU129 | 4 abr 2008  | Goodricke-Pigott | R. A. Tucker        | Phocaea   | MPC                           |
| 371992     | 2008 GD137 | 3 abr 2008  | Kitt Peak        | Spacewatch          | —         | MPC                           |
| 371993     | 2008 GD144 | 3 abr 2008  | Socorro          | LINEAR              | —         | MPC                           |
| 371994     | 2008 HX4   | 13 mar 2008 | Kitt Peak        | Spacewatch          | —         | MPC                           |
| 371995     | 2008 HJ9   | 27 fev 2008 | Kitt Peak        | Spacewatch          | —         | MPC                           |
| 371996     | 2008 HH12  | 4 abr 2008  | Mount Lemmon     | Mount Lemmon Survey | —         | MPC                           |
| 371997     | 2008 HO14  | 11 abr 2008 | Mount Lemmon     | Mount Lemmon Survey | —         | MPC                           |
| 371998     | 2008 HC16  | 25 abr 2008 | Kitt Peak        | Spacewatch          | —         | MPC                           |
| 371999     | 2008 HU19  | 26 abr 2008 | Kitt Peak        | Spacewatch          | —         | MPC                           |
| 372000     | 2008 HS22  | 9 abr 2008  | Kitt Peak        | Spacewatch          | —         | MPC                           |